# Візити лідерів іноземних держав в Україну під час російського вторгнення

Візити західних лідерів до України під час повномасштабного російського вторгнення — почалися 15 березня з візиту Прем'єр-міністра Польщі Матеуша Моравецького, Чехії Петра Фіали та Словенії Янез Янши, а також віцепрем'єр-міністра Польщі з питань безпеки, лідера правлячої партії «Право і справедливість» Ярослава Качинського до Києва.

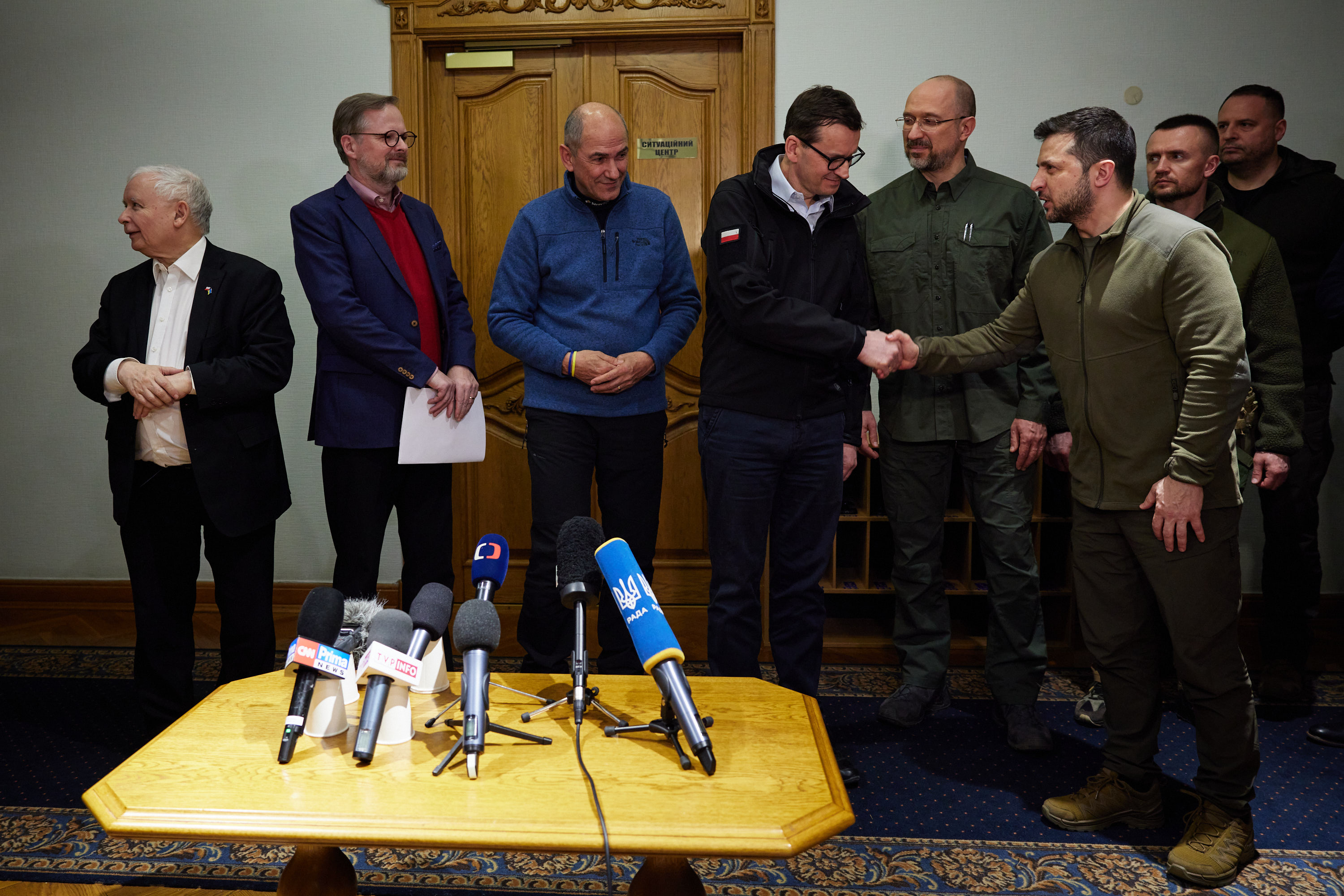
Перша іноземна делегація приїхала до Києва під час вторгнення 2022 року та зустрілася з українськими лідерами перед ситуаційною кімнатою після прибуття залізницею

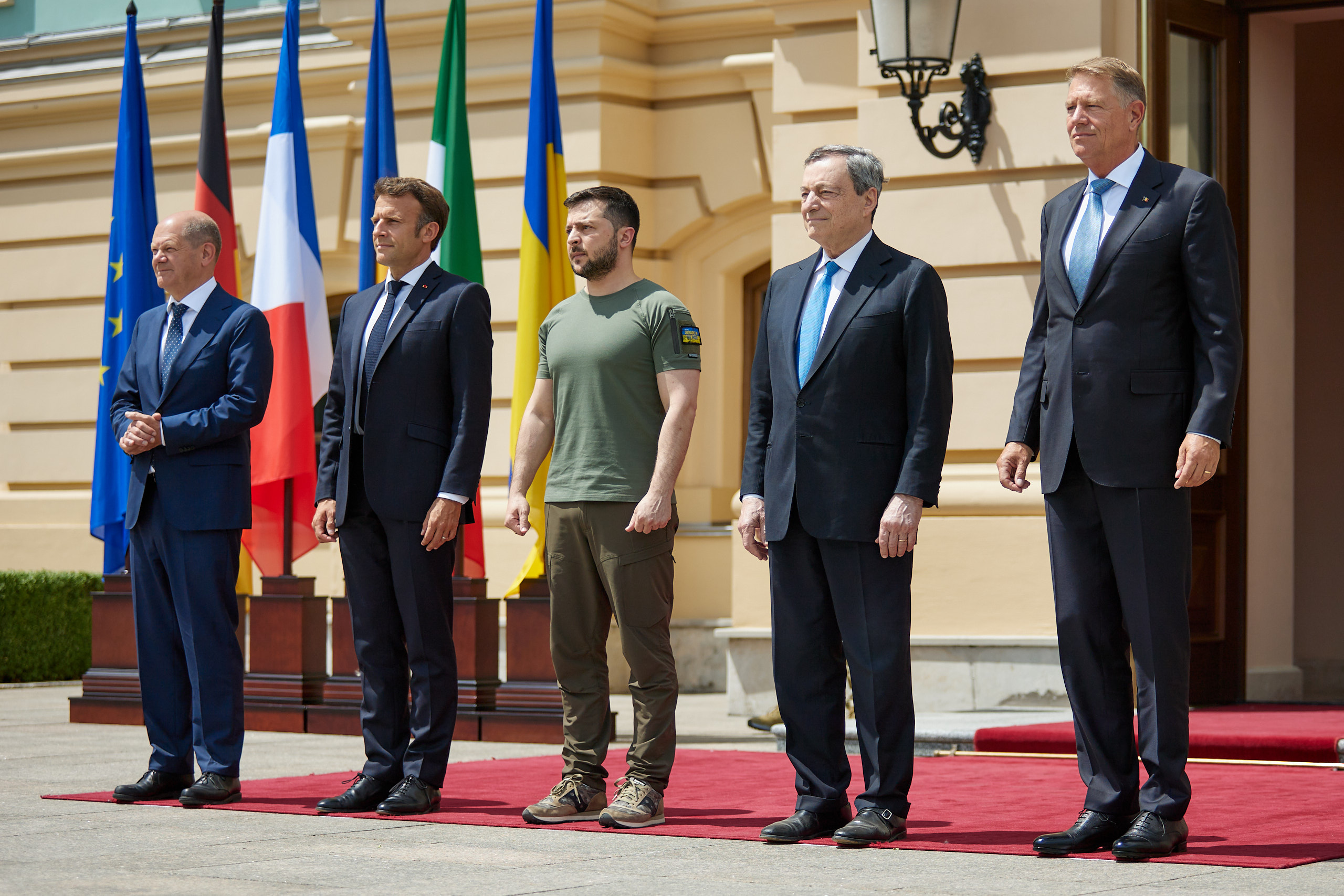
Європейські лідери в Україні, 16 червня 2022 рік

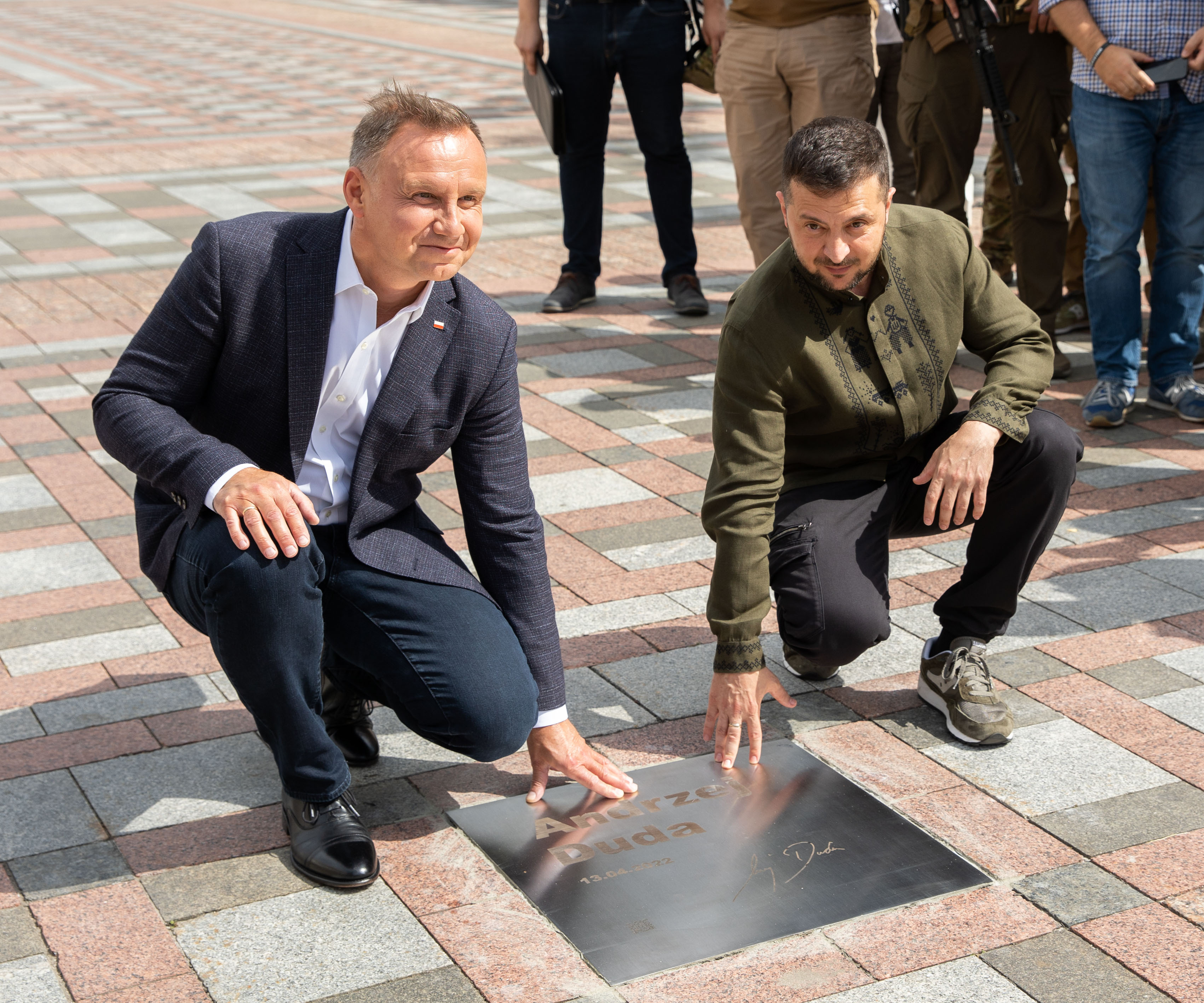
Президент України Володимир Зеленський і Президент Польщі Анджей Дуда під час відкриття Алеї сміливості у Києві, 23 серпня 2022 рік

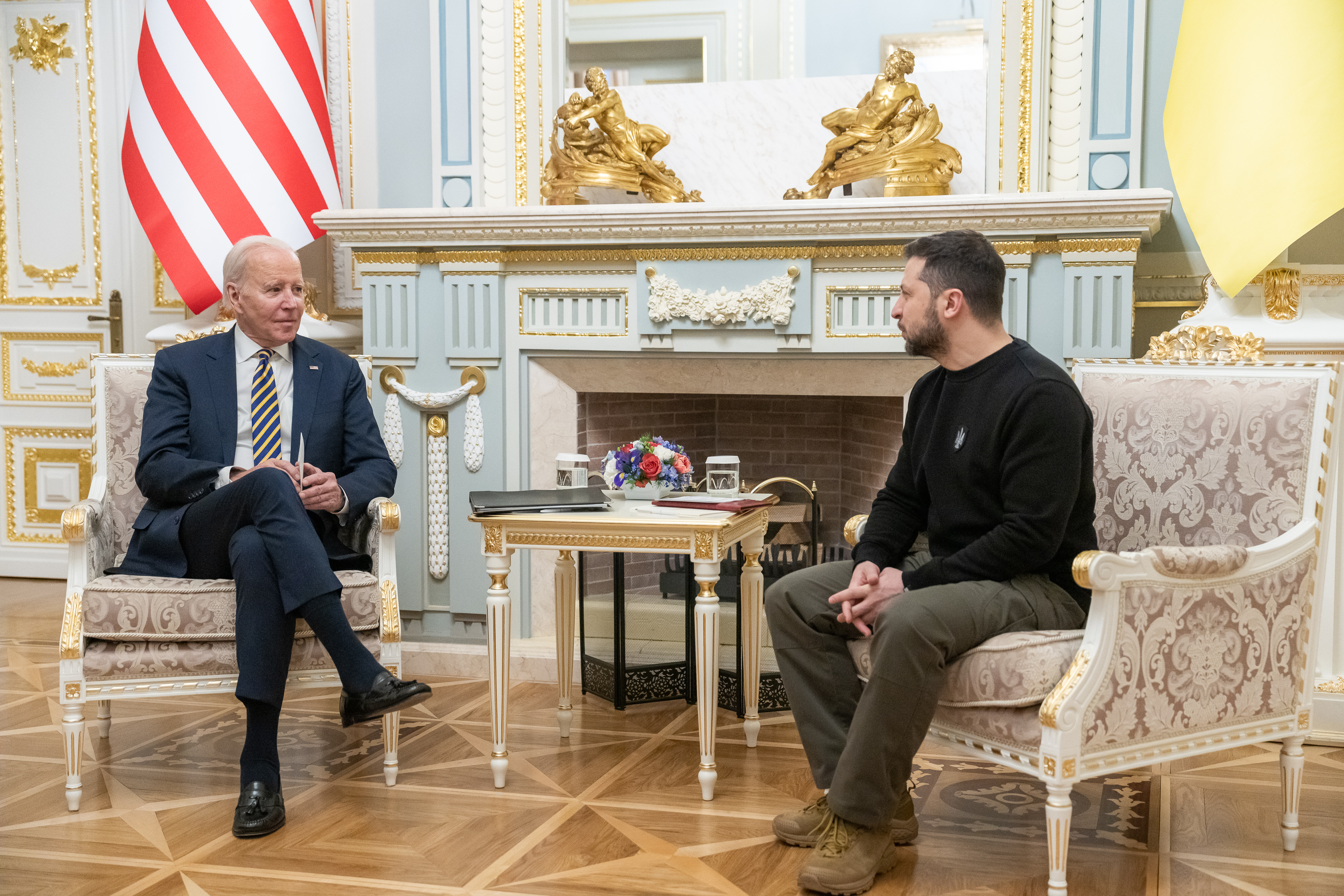
Президент України Володимир Зеленський і Президент США Джозеф Байден у Києві, 20 лютого 2023 рік

## Загальна кількість візитів
Порівняння візитів вищих представників західних держав, себто президентів, прем'єр-міністрів, канцлерів, генеральних секретарів тощо. В цей перелік не входять рядові міністри, депутати, посли тощо.
| Кількість візитів за країною | Країна               | Зображення та ім'я                            | Посада                                     | Дати візитів |
| ---------------------------- | -------------------- | --------------------------------------------- | ------------------------------------------ | --- |
| 13                           | Польща               | Матеуш Моравецький                            | Прем'єр-міністр Польщі                     | 15 березня 2022 1 червня 2022 9 вересня 2022 26 листопада 2022 24 лютого 2023                                            |
| 13                           | Польща               | Дональд Туск                                  | Прем'єр-міністр Польщі                     | 22 січня 2024 |
| 13                           | Польща               | Анджей Дуда                                   | Президент Польщі                           | 13 квітня 2022 22 травня 2022 23 серпня 2022 11 січня 2023 28 червня 2023 9 липня 2023 23 серпня 2024                    |
| 13                           | Європейський Союз    | Урсула фон дер Ляєн                           | Президент Європейської комісії             | 8 квітня 2022 11 червня 2022 15 вересня 2022 2 лютого 2023 9 травня 2023 4 листопада 2023 24 лютого 2024 20 вересня 2024 |
| 13                           | Європейський Союз    | Шарль Мішель                                  | Голова Європейської ради                   | 20 квітня 2022 9 травня 2022 19 січня 2023 3 лютого 2023 21 листопада 2023                                               |
| 10                           | Литва                | Ґітанас Науседа                               | Президент Литви                            | 13 квітня 2022 28 липня 2022 11 січня 2023 28 червня 2023 23—24 серпня 2023 11 вересня 2024                              |
| 10                           | Литва                | Інґріда Шимоніте                              | Прем'єр-міністр Литви                      | 11 квітня 2022 26 листопада 2022 24 листопада 2023 24 серпня 2024                                                        |
| 6                            | Словаччина           | Едуард Геґер                                  | Прем'єр-міністр Словаччини                 | 8 квітня 2022 31 березня 2023                                                                                            |
| 6                            | Словаччина           | Роберт Фіцо                                   | Прем'єр-міністр Словаччини                 | 24 січня 2024 |
| 6                            | Словаччина           | Зузана Чапутова                               | Президент Словаччини                       | 31 травня 2022 28 квітня 2023 10 травня 2024                                                                             |
| 6                            | Латвія               | Егілс Левітс                                  | Президент Латвії                           | 13 квітня 2022 9 вересня 2022 3 березня 2023                                                                             |
| 6                            | Латвія               | Едгарс Рінкевичс                              | Президент Латвії                           | 24 листопада 2023 |
| 6                            | Латвія               | Кріш'яніс Каріньш                             | Прем'єр-міністр Латвії                     | 16 березня 2023 |
| 6                            | Латвія               | Евіка Сіліня                                  | Прем'єр-міністр Латвії                     | 11 вересня 2024 |
| 5                            | Велика Британія      | Борис Джонсон                                 | Прем'єр-міністр Великої Британії           | 9 квітня 2022 17 червня 2022 24 серпня 2022                                                                              |
| 5                            | Велика Британія      | Ріші Сунак                                    | Прем'єр-міністр Великої Британії           | 19 листопада 2022 12 січня 2024                                                                                          |
| 5                            | Фінляндія            | Санна Марін                                   | Прем'єр-міністр Фінляндії                  | 26 травня 2022 10 березня 2023                                                                                           |
| 5                            | Фінляндія            | Петтері Орпо                                  | Прем'єр-міністр Фінляндії                  | 23 серпня 2023 |
| 5                            | Фінляндія            | Саулі Нійністе                                | Президент Фінляндії                        | 24 січня 2023 |
| 5                            | Фінляндія            | Александр Стубб                               | Президент Фінляндії                        | 3 квітня 2024 |
| 5                            | Молдова              | Мая Санду                                     | Президент Молдови                          | 27 червня 2022 31 березня 2023 21 листопада 2023                                                                         |
| 5                            | Молдова              | Наталія Гаврилиця                             | Прем'єр-міністр Молдови                    | 6 грудня 2022 |
| 5                            | Молдова              | Дорін Речан                                   | Прем'єр-міністр Молдови                    | 23—24 серпня 2023 |
| 5                            | Нідерланди           | Марк Рютте                                    | Прем'єр-міністр Нідерландів                | 11 липня 2022 17 лютого 2023 13 жовтня 2023 1 березня 2024                                                               |
| 5                            | Нідерланди           | Дік Схоф                                      | Прем'єр-міністр Нідерландів                | 2 вересня 2024 |
| 4                            | Естонія              | Алар Каріс                                    | Президент Естонії                          | 13 квітня 2022 2 травня 2023 12 вересня 2024                                                                             |
| 4                            | Естонія              | Кая Каллас                                    | Прем'єр-міністр Естонії                    | 24 квітня 2023 |
| 4                            | Данія                | Метте Фредеріксен                             | Прем'єр-міністр Данії                      | 21 квітня 2022 30 січня 2023 6 вересня 2023 23 лютого 2024                                                               |
| 3                            | Чехія                | Петр Фіала                                    | Прем'єр-міністр Чехії                      | 15 березня 2022 31 жовтня 2022                                                                                           |
| 3                            | Чехія                | Петр Павел                                    | Президент Чехії                            | 28 квітня 2023 |
| 3                            | Словенія             | Янез Янша                                     | Прем'єр-міністр Словенії                   | 15 березня 2022 |
| 3                            | Словенія             | Роберт Голоб                                  | Прем'єр-міністр Словенії                   | 31 березня 2023 |
| 3                            | Словенія             | Наташа Пірц Мусар                             | Президент Словенії                         | 28 червня 2024 |
| 3                            | Іспанія              | Педро Санчес                                  | Прем'єр-міністр Іспанії                    | 21 квітня 2022 23 лютого 2023 1 липня 2023                                                                               |
| 3                            | ООН                  | Антоніу Гутерреш                              | Генеральний секретар ООН                   | 23 квітня 2022 17 серпня 2022 8 березня 2023                                                                             |
| 3                            | Румунія              | Ніколає Чуке                                  | Прем'єр-міністр Румунії                    | 26 квітня 2022 |
| 3                            | Румунія              | Марчел Чолаку                                 | Прем'єр-міністр Румунії                    | 18 жовтня 2023 |
| 3                            | Румунія              | Клаус Йоганніс                                | Президент Румунії                          | 16 червня 2022 |
| 3                            | Канада               | Джастін Трюдо                                 | Прем'єр-міністр Канади                     | 8 травня 2022 10 червня 2023 24 лютого 2024                                                                              |
| 3                            | Хорватія             | Андрей Пленкович                              | Прем'єр-міністр Хорватії                   | 8 травня 2022 31 березня 2023 11 вересня 2024                                                                            |
| 3                            | Італія               | Маріо Драґі                                   | Голова Ради міністрів Італії               | 16 червня 2022 |
| 3                            | Італія               | Джорджа Мелоні                                | Голова Ради міністрів Італії               | 21 лютого 2023 24 лютого 2024                                                                                            |
| 3                            | Ірландія             | Міхал Мартін                                  | Тишех                                      | 6 липня 2022 |
| 3                            | Ірландія             | Лео Варадкар                                  | Тишех                                      | 19 липня 2023 |
| 3                            | Ірландія             | Саймон Гарріс                                 | Тишех                                      | 4 вересня 2024 |
| 3                            | НАТО                 | Єнс Столтенберг                               | Генеральний секретар НАТО                  | 20 квітня 2023 28 вересня 2023 29 квітня 2024                                                                            |
| 3                            | Угорщина             | Каталін Новак                                 | Президент Угорщини                         | 26 листопада 2022 22—23 серпня 2023                                                                                      |
| 3                            | Угорщина             | Віктор Орбан                                  | Прем'єр-міністр Угорщини                   | 2 липня 2024 |
| 2                            | Австрія              | Карл Негаммер                                 | Федеральний канцлер Австрії                | 9 квітня 2022 |
| 2                            | Австрія              | Александер ван дер Беллен                     | Федеральний президент Австрії              | 1 лютого 2023 |
| 2                            | Болгарія             | Кирил Петков                                  | Прем'єр-міністр Болгарії                   | 28 квітня 2022 |
| 2                            | Болгарія             | Николай Денков                                | Прем'єр-міністр Болгарії                   | 26 лютого 2024 |
| 2                            | Португалія           | Антоніу Кошта                                 | Прем'єр-міністр Португалії                 | 21 травня 2022 |
| 2                            | Португалія           | Марселу Ребелу де Соза                        | Президент Португалії                       | 23 серпня 2023 |
| 2                            | Німеччина            | Олаф Шольц                                    | Федеральний канцлер Німеччини              | 16 червня 2022 |
| 2                            | Німеччина            | Франк-Вальтер Штайнмаєр                       | Федеральний президент Німеччини            | 25 жовтня 2022 |
| 2                            | Норвегія             | Йонас Гар Стьоре                              | Прем'єр-міністр Норвегії                   | 1 липня 2022 24 серпня 2023                                                                                              |
| 2                            | Швеція               | Магдалена Андерссон                           | Прем'єр-міністр Швеції                     | 4 липня 2022 |
| 2                            | Швеція               | Ульф Крістерссон                              | Прем'єр-міністр Швеції                     | 15 лютого 2023 |
| 2                            | Швейцарія            | Іньяціо Кассіс                                | Президент Швейцарської Конфедерації        | 20 жовтня 2022 |
| 2                            | Швейцарія            | Ален Берсе                                    | Президент Швейцарської Конфедерації        | 25 листопада 2023 |
| 2                            | Греція               | Катерина Сакелларопулу                        | Президент Греції                           | 3 листопада 2022 |
| 2                            | Греція               | Кіріакос Міцотакіс                            | Прем'єр-міністр Греції                     | 6 березня 2024 |
| 2                            | Бельгія              | Александер де Кроо                            | Прем'єр-міністр Бельгії                    | 26 листопада 2022 24 лютого 2024                                                                                         |
| 1                            | Албанія              | Еді Рама                                      | Прем'єр-міністр Албанії                    | 15 червня 2022 |
| 1                            | Чорногорія           | Дрітан Абазович                               | Прем'єр-міністр Чорногорії                 | 15 червня 2022 |
| 1                            | Франція              | Емманюель Макрон                              | Президент Франції                          | 16 червня 2022 |
| 1                            | Люксембург           | Ксав'є Бетель                                 | Прем'єр-міністр Люксембургу                | 21 червня 2022 |
| 1                            | Індонезія            | Джоко Відодо                                  | Президент Індонезії                        | 29 червня 2022 |
| 1                            | Австралія            | Ентоні Албаніз                                | Прем'єр-міністр Австралії                  | 3 липня 2022 |
| 1                            | Гватемала            | Алехандро Джамматтеї                          | Президент Гватемали                        | 25 липня 2022 |
| 1                            | Туреччина            | Реджеп Тайїп Ердоган                          | Президент Туреччини                        | 18 серпня 2022 |
| 1                            | Гвінея-Бісау         | Умару Сісоку Ембало                           | Президент Гвінеї-Бісау                     | 26 жовтня 2022 |
| 1                            | США                  | Джо Байден                                    | Президент США                              | 20 лютого 2023 |
| 1                            | Ісландія             | Катрін Якобсдоуттір                           | Прем'єр-міністр Ісландії                   | 14 березня 2023 |
| 1                            | Японія               | Фуміо Кішіда                                  | Прем'єр-міністр Японії                     | 21 березня 2023 |
| 1                            | ПАР                  | Сиріл Рамафоса                                | Президент Південно-Африканської Республіки | 16 червня 2023 |
| 1                            | Замбія               | Хакаінде Хічілема                             | Президент Замбії                           | 16 червня 2023 |
| 1                            | Сенегал              | Макі Салл                                     | Президент Сенегалу                         | 16 червня 2023 |
| 1                            | Коморські Острови    | Азалі Ассумані                                | Президент Коморських Островів              | 16 червня 2023 |
| 1                            | Єгипет               | Мустафа Мадбулі                               | Прем'єр-міністр Єгипту                     | 16 червня 2023 |
| 1                            | Південна Корея       | Юн Сок Йоль                                   | Президент Південної Кореї                  | 15 липня 2023 |
| 1                            | Катар                | Мухаммад бін Абдулрахман бін Джассім Аль Тані | Прем'єр-міністр Катару                     | 28 липня 2023 |
| 1                            | Боснія і Герцеговина | Желько Комшич                                 | Голова Президії Боснії і Герцеговини       | 23 серпня 2023 |
| 1                            | Індія                | Нарендра Моді                                 | Прем'єр-міністр Індії                      | 23 серпня 2024 |

## Візити політиків у березні–квітні (2022)
|  | У Бородянці. Як Буча та багато інших міст в Україні. Історія не забуде воєнних злочинів, які тут були скоєні. Не може бути миру без справедливості |

|  | Візит делегації високопосадовців США до Києва у цей відповідальний для Української держави момент є дуже цінним і важливим. Обговорили з Держсекретарем Ентоні Блінкеном і міністром оборони Ллойдом Остіном оборонну допомогу, посилення санкційної політики проти Росії, фінансову підтримку України та гарантії безпеки. Вдячний Сполученим Штатам Америки за безпрецедентну допомогу! |

|  | Україна готова до невідкладних переговорів для евакуації людей із Маріуполя та розраховує на підтримку ООН. Сказав про це під час зустрічі з Антоніу Гутеррішем. Також обговорили спровоковану Росією продовольчу кризу, збільшення гуманітарної допомоги для нашої країни, повернення додому українців, депортованих окупантами. Цінуємо чітку й однозначну позицію пана Генерального секретаря щодо війни Росії проти України. |

## Візити у травні (2022)
|  | Данія розуміє та підтримує Україну, і ми це відчуваємо. Дякую за предметну зустріч міністру закордонних справ цієї країни Єппе Кофоду. Цінуємо, що в цей нелегкий час ви поруч із нами. |

|  | Щойно мав честь говорити із прем’єр-міністром Канади Джастіном Трюдо. Він приїхав в Ірпінь, щоб на власні очі побачити все те жахіття, яке вчинили з нашим містом російські окупанти. І, звісно, був шокований. Адже він побачив спаленими та вщент зруйнованими не військові об’єкти, а домівки ірпінчан, які ще недавно раділи життю і мали свої плани на майбутнє |

|  | Візит делегації Сенату США на чолі з лідером республіканської меншості у верхній палаті Конгресу Мітчеллом Макконнеллом – потужний сигнал двопартійної підтримки України з боку Конгресу Сполучених Штатів, а також американського народу. Дякую за ваше лідерство в допомозі у нашій боротьбі не лише за свою державу, а й за демократичні цінності та свободи. Ми дуже цінуємо це. |

|  | Словаччина підтримує Україну та українців у боротьбі за свободу й усвідомлює, що це боротьба за нашу спільну свободу та спільні цінності. Вдячний Зузані Чапутовій за продуктивні перемовини. Цінуємо допомогу Словаччини нашій державі та людям. |

## Візити у червні (2022)
|  | Зброя, фінанси, санкції - три речі, у яких Велика Британія послідовно показує своє лідерство в підтримці України. Цінуємо таку справжню, об'єднану роботу, коли слова, спілкування постійно переходять у дії |

|  | Наші переговори з Борисом Джонсоном сьогодні, як і завжди, були максимально щирими та предметними. Говорили про необхідність збільшення постачання важкої зброї та систем протиповітряної оборони, економічну допомогу, санкційний тиск на агресора, гарантії безпеки для нашої держави. Готуємося до відбудови України після нашої перемоги. Сумнівів, що ми її здобудемо, у нас немає. |

|  | Вітаю в Києві Прем’єр-міністра Люксембургу Ксав’є Бетеля! Бути зараз в Україні й з Україною – це означає бути на світлому боці історії. Дякую за цей важливий візит! |

## Візити у липні (2022)
|  | Вітаю в Україні Прем'єр-міністра Ірландії Міхола Мартіна! Дякую, що в цей визначальний для нашої держави час Ірландія — поруч |

|  | Було надзвичайно приємно приймати в Україні Начальника Штабу оборони Великої Британії адмірала сера Ентоні Радакіна. Цей візит є потужним сигналом підтримки Збройних Сил України у боротьбі з російським агресором. Ми дуже плідно попрацювали на пункті управління, обговорили до деталей плани майбутніх операцій. Як військові люди, розуміємо ситуацію такою, як вона є, і віддаємо всі сили боротьбі за свободу. Вдячний адміралу Радакіну і в його особі всьому Британському народові за непохитну підтримку України, допомогу і довіру! |

|  | Змістовна зустріч з міністром європейських, інтеграційних та закордонних справ Австрії Александром Шалленбергом і міністром закордонних справ Чехії Яном Ліпавським. Дякую за щире ставлення та солідарність з нашими людьми, потужну оборонну підтримку й гуманітарну допомогу. Цінуємо, що в нашій боротьбі за свободу ви поруч з Україною. |

## Візити у серпні (2022)
| Дата | Країна або організація | Посада                            | Ім'я                 | Місце зустрічі           | Приймаюча сторона                                                                                                |
| --- | ---------------------- | --------------------------------- | -------------------- | ------------------------ | --- |
| 2 серпня | Польща                 | Міністр закордонних справ         | Збіґнєв Рау          | Київ Буча                | Президент Володимир Зеленський                                                                                   |
| 2 серпня | ОБСЄ                   | Глава                             | Збіґнєв Рау          | Київ Буча                | Президент Володимир Зеленський                                                                                   |
| 2 серпня | ОБСЄ                   | Генеральний секретар              | Гельґа Шмід          | Київ Буча                | Президент Володимир Зеленський                                                                                   |
| 2 серпня | Естонія                | Міністр закордонних справ         | Урмас Рейнсалу       | Київ Житомирська область | Президент Володимир Зеленський                                                                                   |
| 2 серпня | Європейський Союз      | Комісар із внутрішніх справ       | Ілва Йоганссон       | Київ                     | Прем'єр-міністр Денис Шмигаль Віцепрем'єрка з питань європейської і євроатлантичної інтеграції Ольга Стефанішина |
| Подробиці візиту - 2 серпня глава МЗС Польщі і чинний глава ОБСЄ Збіґнєв Рау, а також генеральний секретар ОБСЄ Гельґа Шмід відвідали Бучу. «Глава МЗС Збіґнєв Рау і генеральний секретар ОБСЄ Гельґа Шмід побували в Бучі — місці неймовірної жорстокості. Воєнні злочини, вчинені російськими військами в Україні, не будуть забуті. Винні будуть притягнуті до відповідальності» — йдеться у повідомленні ОБСЄ. Того ж дня у Київ прибула єврокомісарка Ілва Йоганссон, відповідальна за втрутрішні справи ЄС, у тому числі міграційні питання. Йоганссон провела зустрічі з прем'єром Денисом Шмигалем, віцепрем'єркою з європейської та євроатлантичної інтеграції Ольгою Стефанішиною. У цей день також новопризначений міністр закордонних справ Естонії Урмас Рейнсалу у вівторок здійснив свій перший закордонний візит до України. За словами Рейнсалу, він здійснив перший візит до України на посаді нового міністра закордонних справ, щоб висловити повагу до дій і витривалості українців. У перший день свого візиту Рейнсалу відвідав Житомирську область — саме її Естонія допоможе відновлювати після завершення війни в Україні. Там він передав дві пожежні машини та обладнання, які пожертвували рятувальники-добровольці з міста Рапламаа селу Бехи. |                        |                                   |                      |                          | |
| 16 серпня | The Elders             | Колишній Генеральний секретар ООН | Пан Гімун            | Київ Буча Ірпінь         | Президент Володимир Зеленський Керівник Офісу Президента Андрій Єрмак                                            |
| 16 серпня | The Elders             | Експрезидент Колумбії             | Хуан Мануель Сантос  | Київ Буча Ірпінь         | Президент Володимир Зеленський Керівник Офісу Президента Андрій Єрмак                                            |
| Подробиці візиту - 16 серпня до України прибули заступник голови незалежної групи світових лідерів The Elders, колишній Генеральний секретар ООН Пан Гімун і член цієї групи, лауреат Нобелівської премії миру, експрезидент Колумбії Хуан Мануель Сантос. Вони відвідали Бучу й Ірпінь. Пізніше провели перемовини з Президентом України, а також з Керівником Офісу Президента України, головою міжнародної робочої групи незалежних експертів з питань санкцій щодо Росії Андрієм Єрмаком. |                        |                                   |                      |                          | |
| 17 серпня | ООН                    | Генеральний секретар              | Антоніу Гутерреш     | Львів Одеса              | Президент Володимир Зеленський                                                                                   |
| Подробиці візиту - 17 серпня Генеральний секретар ООН Антоніу Гутерреш прибув до Львова, де наступного дня мав зустрітися з президентами України й Туреччини. 19 числа Генеральний секретар поїхав в Одесу. |                        |                                   |                      |                          | |
| 18 серпня | Туреччина              | Президент                         | Реджеп Тайїп Ердоган | Львів                    | Президент Володимир Зеленський                                                                                   |
| Подробиці візиту - 18 серпня з візитом до Львова прибув президент Туреччини Реджеп Тайїп Ердоган. Як повідомляють турецькі ЗМІ, зокрема телеканал NTV, Ердоган під час візиту в Україну обговорювавав кроки для припинення війни Росії проти України «дипломатичним шляхом». Також президент Туреччини може виступити з ініціативою тимчасового припинення вогню в Україні, а також посередництва Анкари при обміні сторонами конфлікту полоненими. В той час CNN Türk з посиланням на російські джерела пише, що Путін під час зустрічі з Ердоганом 5 серпня натякнув, що хоче зустрітися з Зеленським. «Очікується, що Ердоган запропонує Зеленському організувати його зустріч з Путіним», — додає A Haber, маючи на увазі зустріч у Львові. Спочатку президенти провели перемовини віч-на-віч, а потім у тристороньому форматі, за участю делегацій президента України, президента Туреччини й Генерального секретаря ООН. |                        |                                   |                      |                          | |
| 23 серпня | Польща                 | Президент                         | Анджей Дуда          | Київ                     | Президент Володимир Зеленський                                                                                   |
| Подробиці візиту - На День Державного прапора України 23 серпня Україну відвідав Президент Польщі Анджей Дуда. Президенти Зеленський і Дуда провели перемовини у офіційній церемоніальній резиденції президента України. Президенти відкрили «Алею сміливості» на площі Конституції в Києві. Володимир Зеленський наголосив, що на цій Алеї будуть вказані імена політичних лідерів та інших представників країн-партнерів, які надають Україні важливу підтримку з початку повномасштабного вторгнення рф. Пізніше Дуда взяв участь у другому саміті Кримської платформи. |                        |                                   |                      |                          | |
| 24 серпня | Велика Британія        | Прем'єр-міністр                   | Борис Джонсон        | Київ                     | Президент Володимир Зеленський                                                                                   |
| 24 серпня | Португалія             | Міністр закордонних справ         | Жуан Гомес Кравіньйо | Київ                     | Президент Володимир Зеленський                                                                                   |
| Подробиці візиту - 24 серпня Президент України Володимир Зеленський провів зустріч з міністром закордонних справ Португалії Жоау Гомешем Кравінью в межах його візиту в Україну. Під час зустрічі відбувся обмін думками щодо подальшої підтримки нашої країни з боку Португалії у зміцненні обороноздатності й посилення санкційного тиску на Росію. Зокрема, Глава держави закликав запровадити візові обмеження проти громадян РФ. Володимир Зеленський подякував за участь Португалії у другому саміті Кримської платформи. Окрема увага була приділена участі Португалії у відновленні освітньої інфраструктури Житомира, а також навчальних закладів Ірпеня та Бучі за підтримки муніципалітету португальського міста Кашкайш. Також у цей день Прем'єр-міністр Великої Британії Борис Джонсон звершив свій третій візит до України під час війни, і четвертий загалом. У зв'язку з тим, що це можливо останній візит до України у якості прем'єр-міністра Великої Британії, через вибори його наступника на цій посаді, Президент України вручив йому Орден Свободи, найвищу державну нагороду України, яка може бути вручена іноземцю. Крім того Борис Джонсон став другим іноземним лідером котрий відзначенний на Алеї сміливості, яку відкрили днем раніше.       |                        |                                   |                      |                          | |
| 25 серпня | Італія                 | Міністр закордонних справ         | Луїджі Ді Майо       | Київ Ірпінь              | Президент Володимир Зеленський Міністр закордонних справ Дмитро Кулеба.                                          |
| Подробиці візиту - 25 серпня в Україну прибув міністр закордонних справ Італії, голова партії Разом заради майбутнього та альянсу Громадянська відданість Луїджі Ді Майо. Він зустрівся з президентом України Володимиром Зеленським і українським колегою Дмитром Кулебою. Луїджі Ді Майо відвідав звільнений після окупації Ірпінь. «Тут понищене місто, місцями зрівняне з землею, а тим часом в Італії все ще є ті, хто заперечує факти, що сталося внаслідок дій російських військ, внаслідок дій Путіна», — зазначив він. На запитання про те, чого чекати Україні після майбутніх італійських виборів, Ді Майо висловив сподівання, що вони не змінять позицію Рима. «Українці захищають не лише себе, а й свободу всієї Європи. Ми повинні вибрати, яку сторону зайняти, і уряд Італії вирішив стати на бік України… Хочеться сподіватися, що нічого не зміниться і що ми продовжимо підтримувати цю країну всіма можливими способами, тому що це зараз — фронтир Європи», — зазначив він. |                        |                                   |                      |                          | |

## Візити у вересні (2022)
| Дата | Країна або організація | Посада                                   | Ім'я                | Місце зустрічі | Приймаюча сторона                                                                                         |
| --- | ---------------------- | ---------------------------------------- | ------------------- | -------------- | --- |
| 1 вересня | Данія                  | Міністр закордонних справ                | Єппе Кофод          | Київ           | Президент Володимир Зеленський Міністр закордонних справ Дмитро Кулеба                                    |
| Подробиці візиту - 1 вересня Україну вдруге відвідав міністр закордонних справ Данії Єппе Кофод. Міністр провів перемовини з Президентом України. Наприкінці зустрічі Глава Української держави вручив Єппе Кофоду Орден «За заслуги» І ступеня, яким його нагороджено Указом Президента від 23 серпня за значні особисті заслуги у зміцненні міждержавного співробітництва, підтримку державного суверенітету й територіальної цілісності України та вагомий внесок у популяризацію Української держави у світі. |                        |                                          |                     |                | |
| 8 вересня | США                    | Державний секретар                       | Ентоні Блінкен      | Київ           | Президент Володимир Зеленський Міністр закордонних справ Дмитро Кулеба                                    |
| Подробиці візиту - 8 вересня Державний секретар США Ентоні Блінкен здійснив неоголошений візит до Києва на знак підтримки України. Під час зустрічей з високопоставленими українськими посадовцями Блінкен сказав, що адміністрація Байдена надасть 2 мільярди доларів у вигляді довгострокового зовнішнього військового фінансування Україні та вісімнадцяти її сусідам, включаючи членів НАТО та регіональних партнерів у сфері безпеки, які «потенційно знаходяться під найбільшим ризиком для майбутньої російської агресії». Пізніше президент Зеленський нагородив Блінкена Орденом князя Ярослава Мудрого II ст., згідно з Указом Президента від 23 серпня за значні особисті заслуги у зміцненні міждержавного співробітництва, підтримку державного суверенітету й територіальної цілісності України та вагомий внесок у популяризацію Української держави у світі. |                        |                                          |                     |                | |
| 9 вересня | Польща                 | Прем'єр-міністр                          | Матеуш Моравецький  | Київ           | Президент Володимир Зеленський                                                                            |
| 9 вересня | Латвія                 | Президент                                | Егілс Левітс        | Київ           | Президент Володимир Зеленський                                                                            |
| Подробиці візиту - 9 вересня Україну відвідали прем'єр-міністр Польщі Матеуш Моравецький і президент Латвії Егілс Левітс. Під час зустрічі були відкриті їхні іменні таблички на Алеї сміливости. Під час зустрічі президента Латвія з українським президентом, Еґілс Левітс нагородив Володимира Зеленського одним з найвищих орденів Латвійської республіки — Орденом Вієстура. |                        |                                          |                     |                | |
| 10 вересня | Німеччина              | Міністр закордонних справ                | Анналена Бербок     | Київ           | Міністр закордонних справ Дмитро Кулеба                                                                   |
| Подробиці візиту - 10 вересня Глава МЗС Німеччини Анналена Бербок вдруге від початку повномасштабного вторгнення прибула до Києва. У Києві Бербок провела переговори, зокрема, з міністром закордонних справ Дмитром Кулебою. Проте станом на вечір, про зустріч з президентом України не повідомлялось. Своїм візитом Бербок хоче послати сигнал проти загрози втоми від війни в Німеччині. |                        |                                          |                     |                | |
| 15 вересня | Європейський Союз      | Президент Європейської комісії           | Урсула фон дер Ляєн | Київ           | Президент Володимир Зеленський                                                                            |
| Подробиці візиту - Президент України Володимир Зеленський 15 вересня провів зустріч з Президентом Європейської комісії Урсулою фон дер Ляєн, яка перебуває з візитом у нашій країні. Глава держави висловив подяку Президенту Єврокомісії за візит і відзначив її важливу роль в оборонній і фінансовій підтримці України під час війни. Володимир Зеленський також подякував Урсулі фон дер Ляєн за її зусилля щодо набуття Україною статусу кандидата на вступ до Європейського Союзу. Глава Української держави вручив Урсулі фон дер Ляєн Орден князя Ярослава Мудрого I ст, яким ії нагороджено Указом Президента від 23 серпня за значні особисті заслуги у зміцненні міждержавного співробітництва, підтримку державного суверенітету й територіальної цілісності України та вагомий внесок у популяризацію Української держави у світі. Пізніше Президент України Володимир Зеленський і Президент Європейської комісії Урсула фон дер Ляєн взяли участь у відкритті символічної таблички на Алеї сміливості на площі Конституції в Києві, присвяченої європейській лідерці. |                        |                                          |                     |                | |
| 22 вересня | Італія                 | Міністр оборони Італії                   | Лоренцо Гуеріні     | Київ           | Президент Володимир Зеленський Міністр оборони Олексій Резніков.                                          |
| Подробиці візиту - Міністр оборони ще чинного уряду Італії Лоренцо Гуеріні 22 вересня прибув до України, де вперше провів зустріч із президентом Володимиром Зеленським. «Хотів подякувати прем'єр-міністру Маріо Драґі за постійну підтримку. Дякую вашому уряду. Авжеж, напевно, це найголовніше — хотів подякувати італійському суспільству, вашому народу, який постійно підтримував наш суверенітет, територіальну цілісність і підтримував Україну в цій боротьбі за наше виживання», — сказав Зеленський під час зустрічі. У межах візиту до України Лоренцо Гуеріні також обговорив з українським колегою Олексієм Резніковим зміцнення військової підтримки Києва. |                        |                                          |                     |                | |
| 27 вересня | Франція                | Міністр європейських і закордонних справ | Катрін Колонна      | Київ           | Президент Володимир Зеленський Міністр закордонних справ Дмитро Кулеба Генеральний прокурор Андрій Костін |
| Подробиці візиту - 27 вересня голова МЗС Франції Катрін Колонна вже в другий раз відвідала України з момента призначення ії на посаду, де провела перемовини керівництвом країни, зокрема генеральним прокурором Андрієм Костіним та президентом Володимиром Зеленським. |                        |                                          |                     |                | |

## Візити у жовтні (2022)
| Дата | Країна або організація | Посада                    | Ім'я                    | Місце зустрічі | Приймаюча сторона                                                      |
| --- | ---------------------- | ------------------------- | ----------------------- | -------------- | ---------------------------------------------------------------------- |
| 1 жовтня | Німеччина              | Міністр оборони           | Крістіне Ламбрехт       | Одеса          | Міністр оборони Олексій Резніков                                       |
| Подробиці візиту - міністр оборони Німеччини Крістіне Ламбрехт прибула в суботу 1 жовтня з раніше не анонсованим візитом до Одеси, де її зустрів міністр оборони України Олексій Резніков. |                        |                           |                         |                |                                                                        |
| 19 жовтня | Греція                 | Міністр закордонних справ | Нікос Дендіас           | Київ           | Президент Володимир Зеленський Міністр закордонних справ Дмитро Кулеба |
| Подробиці візиту - Президент України Володимир Зеленський провів зустріч із міністром закордонних справ Грецької Республіки Нікосом Дендіасом. Глава держави обговорив з очільником зовнішньополітичного відомства Греції ключові питання двосторонньої взаємодії: посилення підтримки України та санкційного тиску на Росію, а також забезпечення консолідованої й твердої реакції міжнародної спільноти на злочини російського агресора проти нашої держави. |                        |                           |                         |                |                                                                        |
| 20 жовтня | Швейцарія              | Президент                 | Іньяціо Кассіс          | Київ           | Президент Володимир Зеленський                                         |
| Подробиці візиту - 20 жовтня Президент України Володимир Зеленський провів зустріч із Президентом Швейцарської Конфедерації Іньяціо Кассісом, який перебуває в нашій країні з візитом. Глава Української держави подякував Іньяціо Кассісу за відвідання України, яке свідчить про неможливість зберігати нейтралітет у часи надзвичайних викликів для безпеки всього континенту й людяності. Окремо Глава Української держави подякував Президентові Іньяціо Кассісу за підтримку його країною ініціатив і програм розшуку зниклих безвісти, допомогу у розслідуванні злочинів російських окупантів та надання криміналістичного обладнання. Іньяціо Кассіс розповів, що перед зустріччю з Главою Української держави відвідав Бородянку та Іванків на Київщині, зокрема відбудований завдяки допомозі Швейцарії дитячий садок для вихованців з обмеженими можливостями. Він також поспілкувався з українськими родинами, яким була надана допомога щодо житла. Президент Швейцарської Конфедерації зазначив, що побачене дає повноцінне уявлення про скоєні звірства та про страждання людей, і висловив захоплення стійкістю й мужністю українського народу. За словами Іньяціо Кассіса, Швейцарія й надалі підтримуватиме реформи в Україні, процес децентралізації та розвиток цифрової трансформації. |                        |                           |                         |                |                                                                        |
| 25 жовтня | Німеччина              | Федеральний президент     | Франк-Вальтер Штайнмаєр | Київ           | Президент Володимир Зеленський                                         |
| Подробиці візиту - Федеральний президент Німеччини Франк-Вальтер Штайнмаєр прибув до України у вівторок, 25 жовтня. Під час візиту в Корюківку на Чернігівщині був змушений вирушити в бомбосховище через повітряну тривогу. Під час зустрічі з президентом України Штайнмаєр заявив, що візьме відновлення Чернігівської області під особистий патронат. «Предметно обговорили фінансову та подальшу політичну підтримку нашої держави. Окремо і дуже детально зупинилися на питанні відновлення України, яке потрібне вже зараз… Сьогодні з паном президентом ми вперше в історії наших відносин схвалили спільну заяву президентів. Серед іншого вона закріплює особистий патронат пана президента Штайнмайєра над процесом відновлення Чернігівської області», — наголосив Зеленський. За словами президента Німеччини, прийнято рішення зробити Корюковку та Вальдкірхен містами-побратимами. Володимир Зеленський, також акцентував увагу, що внесок Німеччини у шлях України до миру та відновлення територіальної цілісності є дуже суттєвим. Штайнмайєр, в свою чергу, після зустрічі із Зеленським заявив, що Німеччина надасть Україні 2 установки MARS, 4 гаубиці та продовжить постачання систем ППО.                                                                                          |                        |                           |                         |                |                                                                        |
| 26 жовтня | Гвінея-Бісау           | Президент                 | Умару Сісоку Ембало     | Київ           | Президент Володимир Зеленський                                         |
| Подробиці візиту - 26 жовтня Президент України Володимир Зеленський провів зустріч з Президентом Республіки Гвінея-Бісау, головою Економічного співтовариства держав Західної Африки (ECOWAS) Умару Сісоку Ембало, який перебуває в нашій країні з візитом. Вітаючи Президента Гвінеї-Бісау в Києві, Глава Української держави зазначив, що сьогодні відбулися перші в історії двосторонніх відносин переговори на найвищому рівні. Ембало наголосив, що був шокований побаченим під час відвідання кількох регіонів і міст України, які постраждали внаслідок російської агресії. Україна, в свою чергу, підтвердила виділення квоти місць для навчання студентів із Гвінеї-Бісау у закладах вищої освіти. Умару Сісоку Ембало також зазначив, що багато урядовців і чиновників Гвінеї-Бісау здобули освіту в Україні. «Це ще один позитив, що ми маємо доволі тісні історичні та інші стосунки й дружбу. Україна є для нас стратегічним партнером», — резюмував він. |                        |                           |                         |                |                                                                        |
| 26 жовтня | Чехія                  | Прем'єр-міністр           | Петр Фіала              | Київ           | Президент Володимир Зеленський Прем'єр-міністр Денис Шмигаль           |
| Подробиці візиту - 31 жовтня Прем'єр-міністр Чехії Петр Фіала на чолі урядової делегації прибув до України з робочим візитом. У Києві він провів міжурядові переговори. Після огляду місць російських злочинів у Києві чеська урядова делегація провела робочу зустріч з українськими колегами. Крім того, Чехія озвучила бажання долучатися до відбудови України після війни, зокрема взяти патронаж над Дніпропетровщиною. Візит до України Фіала закінчив зустріччю із Зеленським. Перші деталі переговорів розкрив український президент, показавши кадри з їхньої зустрічі. Український лідер назвав Фіалу справжнім другом нашої країни та захисником європейських цінностей. «Цей візит відбувається, коли наша держава зазнає підлих російських ударів по цивільній інфраструктурі, насамперед по енергетичних об'єктах. Прем'єр-міністр особисто побачив, що означає такий терор і якої шкоди він завдає Україні», — додав Зеленський. |                        |                           |                         |                |                                                                        |

## Візити у листопаді (2022)
| Дата | Країна або організація | Посада                                                            | Ім'я                                 | Місце зустрічі             | Приймаюча сторона                                                      |
| --- | ---------------------- | ----------------------------------------------------------------- | ------------------------------------ | -------------------------- | ---------------------------------------------------------------------- |
| 2 листопада | Іспанія                | Міністр закордонних справ, Європейського Союзу та співробітництва | Хосе Мануель Альбарес                | Київ                       | Володимир Зеленський Міністр закордонних справ Дмитро Кулеба           |
| Подробиці візиту - 2 листопада Президент України Володимир Зеленський провів зустріч з міністром закордонних справ, Європейського Союзу та співробітництва Іспанії Хосе Мануелем Альбаресом, який прибув з візитом у нашу країну. Глава держави подякував уряду Іспанії за всебічну підтримку України в умовах збройної агресії Росії, що триває. |                        |                                                                   |                                      |                            |                                                                        |
| 3 листопада | Греція                 | Президент                                                         | Катерина Сакелларопулу               | Київ Бородянка Буча Ірпінь | Президент Володимир Зеленський                                         |
| Подробиці візиту - Президент Греції Катерина Сакелларопулу та міністр національної оборони країни Нікос Панайотопулос прибули 3 листопада з візитом до України. Також вони в рамках свого візиту до України відвідали звільнені після окупації Бородянку, Бучу та Ірпінь. У Бучі їм показали сумнозвісне місце довкола церкви, де знайшли масові поховання вбитих українців. Після цього посадовці рушили до Києва на зустріч з президентом Володимиром Зеленським. Глава Української держави зустрів грецьку колегу на ґанку Маріїнського палацу, після чого відбулися переговори між делегаціями двох країн. |                        |                                                                   |                                      |                            |                                                                        |
| 4 листопада | США                    | Радник президента з національної безпеки                          | Джейк Салліван                       | Київ                       | Президент Володимир Зеленський Керівник Офісу Президента Андрій Єрмак  |
| Подробиці візиту - Президент України Володимир Зеленський 4 листопада провів зустріч із радником Президента США з питань національної безпеки Джейком Салліваном, який прибув з візитом до України. Глава держави подякував раднику Президента США Джозефа Байдена за підтримку нашої країни у складний час, коли Росія здійснила повномасштабне вторгнення в Україну. Сторони обговорили питання подальшої підтримки нашої країни з боку США для оборони та звільнення української території від окупантів, підвищення спроможностей нашої держави для захисту критичної інфраструктури, фінансову та гуманітарну підтримку, посилення санкцій проти Росії та консолідацію міжнародної підтримки України. Володимир Зеленський вручив Джейку Саллівану Орден князя Ярослава Мудрого II ступеня, яким його було нагороджено за значні особисті заслуги у зміцненні міждержавної співпраці, підтримку суверенітету й територіальної цілісності України. Володимир Зеленський також нагородив старшого директора Ради національної безпеки США з питань Європи Аманду Слоат орденом «За заслуги» III ступеня. |                        |                                                                   |                                      |                            |                                                                        |
| 8 листопада | США                    | Представник при ООН                                               | Лінда Томас-Грінфілд                 | Київ                       | Президент Володимир Зеленський                                         |
| Подробиці візиту - 8 листопада Президент України Володимир Зеленський провів зустріч із членом Кабінету Президента Сполучених Штатів Америки, постійною представницею США при ООН Ліндою Томас-Грінфілд, яка прибула з візитом до нашої країни. Глава держави висловив подяку всьому американському народові, Президенту США Джо Байдену та його адміністрації, Конгресу США за потужну двопартійну та двопалатну підтримку України з початку повномасштабної війни, яку проти нашої країни веде Росія. За словами Президента делегацію Сполучених Штатів було поінформовано про ситуацію на фронті та ескалацію повітряного терору Росії проти об'єктів критичної цивільної інфраструктури України з використанням крилатих ракет та іранських дронів. Окремо було акцентовано, що цілеспрямованими російськими атаками пошкоджено майже 40 % об'єктів енергетичної інфраструктури, унаслідок чого без електропостачання в Україні залишаються понад 4,5 млн споживачів. |                        |                                                                   |                                      |                            |                                                                        |
| 15 листопада | Нідерланди             | Міністр закордонних справ                                         | Вопке Гукстра                        | Київ                       | Президент Володимир Зеленський Міністр закордонних справ Дмитро Кулеба |
| Подробиці візиту - Глава МЗС Нідерландів Вопке Гукстра, 15 листопада прибув до Києва, проте під час зустрічі з українським колегою Дмитром Кулебою, їм довелось перебувати в укритті через російські ракетні удари, в цей час Гукстра заявив, що на масовані ракетні удари може бути тільки одна відповідь — продовжувати підтримувати Україну. |                        |                                                                   |                                      |                            |                                                                        |
| 19 листопада | Велика Британія        | Прем'єр-міністр                                                   | Ріші Сунак                           | Київ                       | Президент Володимир Зеленський                                         |
| Подробиці візиту - 19 листопада Прем'єр-міністр Великої Британії Ріші Сунак прибув до Києва з неоголошеним візитом. Президент України відзначив що перший візит Ріші Сунака до України у статусі голови британського уряду став надзвичайно змістовним і корисним для обох держав. «Передусім я дякую Прем'єр-міністру за принципову підтримку України й за максимальну конструктивність у наших переговорах. Ми сьогодні обговорили всі питання, важливі для наших країн і для глобальної безпеки», — сказав Володимир Зеленський у заяві за результатами переговорів з Ріші Сунаком. Незадовго до дня вшановування пам'яті жертв Голодомору 1932—1933 років Володимир Зеленський обговорив з головою британського уряду можливі шляхи визнання Великою Британією Голодомору геноцидом українського народу. «Це важливо саме зараз, коли Кремль знову здійснює акти геноциду проти українців. Цю тему треба детально пропрацювати. Ми віримо, що справедливість буде забезпечена», — сказав Президент. Прем'єр-міністр Великої Британії зі свого боку відзначив мужність українського народу, яка надихає весь світ. |                        |                                                                   |                                      |                            |                                                                        |
| 20 листопада | Нова Зеландія          | Міністр оборони                                                   | Піні Енаре                           | Київ                       | Міністр оборони Олексій Резніков                                       |
| Подробиці візиту - 20 листопада Міністр оборони Нової Зеландії Піні Енаре відвідав Україну і зустрівся з головою оборонного відомства України Олексієм Резніковим. Зазначається, що у Києві Піні Енаре вшанував пам'ять загиблих українських захисників та провів переговори з Резніковим. За його словами, Нова Зеландія нещодавно продовжила місію з навчання українських бійців у Великій Британії до липня 2023 року. Минулого тижня країна заявила, що відправить до Британії ще 66 своїх військовослужбовців для допомоги в навчанні українських солдатів. |                        |                                                                   |                                      |                            |                                                                        |
| 25 листопада | Велика Британія        | Міністр закордонних справ                                         | Джеймс Клеверлі                      | Київ                       | Президент Володимир Зеленський Міністр закордонних справ Дмитро Кулеба |
| Подробиці візиту - 25 листопада Президент України Володимир Зеленський провів зустріч із Міністром закордонних справ Великої Британії Джеймсом Клеверлі, який перебував зі своїм першим візитом у нашій країні. Глава держави високо оцінив непохитну підтримку України та всього нашого народу з боку Великої Британії. Він окремо подякував британському уряду за оборонну допомогу нашій державі, яка цього року сягнула 2,3 млрд фунтів стерлінгів. У межах зустрічі державному секретарю також було передано інформацію про актуальні першочергові оборонні потреби України. Президент України поінформував державного секретаря у закордонних справах Великої Британії про наслідки російських терористичних ударів по об'єктах критичної цивільної інфраструктури й наголосив на важливості виділення британською стороною допомоги на відбудову ключових енергетичних об'єктів, що зазнали руйнувань унаслідок обстрілів з боку агресора. Володимир Зеленський наголосив на важливості ухвалення Великою Британією рішення про визнання Голодомору геноцидом українського народу. «Це важливо зробити саме зараз, коли українці вшановують 90-ті роковини Голодомору», — заявив Глава держави. |                        |                                                                   |                                      |                            |                                                                        |
| 26 листопада | Бельгія                | Прем'єр-міністр                                                   | Александер де Кроо                   | Київ                       | Президент Володимир Зеленський                                         |
| 26 листопада | Угорщина               | Президент                                                         | Каталін Новак                        | Київ                       | Президент Володимир Зеленський                                         |
| 26 листопада | Польща                 | Прем'єр-міністр                                                   | Матеуш Моравецький                   | Київ                       | Президент Володимир Зеленський                                         |
| 26 листопада | Литва                  | Прем'єр-міністр                                                   | Інґріда Шимоніте                     | Київ                       | Президент Володимир Зеленський                                         |
| Подробиці візиту - 26 листопада Президент України Володимир Зеленський провів зустріч із Прем'єр-міністром Королівства Бельгія Александром Де Кроо, який перебуває в нашій країні з першим робочим візитом з початку повномасштабного вторгнення. Вітаючи очільника уряду Бельгії в Україні, Володимир Зеленський відзначив, що цей візит відбувається в день, коли наша держава вшановує пам'ять мільйонів українців, які стали жертвами Голодомору 1932—1933 років. «Я дякую Бельгії й пану Прем'єр-міністру за підписану сьогодні спільну декларацію. Цей документ засвідчує підтримку Бельгією нашого руху до повноправного членства у Європейському Союзі та НАТО. Ми обов'язково здобудемо цей важливий для нас результат», — заявив Президент України. В цей день Україну також відвідали Прем'єр-міністр Польщі Матеуш Моравецький зі своїм 4 візитом під час великої війни та Прем'єр-міністр Литви Інґріда Шимоніте зі своїм 2 візитом під час повномасштабного вторгнення та провели перемовини з українським колегою Денисом Шмигалем. У форматі Люблінського трикутника лідери обговорили актуальні питання та виклики, а також підписали спільну заяву, в якій узгодили низку наших позицій, зокрема підтвердили готовність активізувати дискусію в НАТО щодо запрошення України до переговорів про вступ з огляду на майбутній саміт у Вільнюсі; Наголосили на важливості подальшого посилення військової, фінансової та гуманітарної допомоги Україні, а також підтвердили подальшу участь у відновленні України; Підтримали початок переговорів про вступ України в ЄС одразу після ухвалення Єврокомісією позитивної оцінки щодо виконання рекомендацій щодо заявки на членство, тощо. Також у цей день до України з першим візитом на запрошення Володимира Зеленського приїхала президентка Угорщини Каталін Новак. Усі ці лідери взяли участь у рамках ініціативи української держави Grain From Ukraine. |                        |                                                                   |                                      |                            |                                                                        |
| 28 листопада | Литва                  | Міністр закордонних справ                                         | Ґабріелюс Ландсберґіс                | Київ                       | Президент Володимир Зеленський Міністр закордонних справ Дмитро Кулеба |
| 28 листопада | Латвія                 | Міністр закордонних справ                                         | Едгарс Рінкевичс                     | Київ                       | Президент Володимир Зеленський Міністр закордонних справ Дмитро Кулеба |
| 28 листопада | Естонія                | Міністр закордонних справ                                         | Урмас Рейнсалу                       | Київ                       | Президент Володимир Зеленський Міністр закордонних справ Дмитро Кулеба |
| 28 листопада | Швеція                 | Міністр закордонних справ                                         | Тобіас Більстрем                     | Київ                       | Президент Володимир Зеленський Міністр закордонних справ Дмитро Кулеба |
| 28 листопада | Фінляндія              | Міністр закордонних справ                                         | Пекка Гаавісто                       | Київ                       | Президент Володимир Зеленський Міністр закордонних справ Дмитро Кулеба |
| 28 листопада | Норвегія               | Міністр закордонних справ                                         | Аннікен Гуйтфельдт                   | Київ                       | Президент Володимир Зеленський Міністр закордонних справ Дмитро Кулеба |
| 28 листопада | Ісландія               | Міністр закордонних справ                                         | Тордіс Колбрун Рейкфйорд Гилфадоттір | Київ                       | Президент Володимир Зеленський Міністр закордонних справ Дмитро Кулеба |
| Подробиці візиту - Президент Володимир Зеленський та Прем'єр-міністр Денис Шмигаль провели зустріч із міністрами закордонних справ Естонії — Урмасом Рейнсалу, Ісландії — Тордіс Колбрун Гилфадоттір, Латвії — Едгарсом Рінкевичсом, Литви — Габріелюсом Ландсбергісом, Норвегії — Аннікен Вітфельдт, Фінляндії — Пеккою Хаавісто та Швеції — Тобіасом Біллстрьомом. «Напевно, у такому широкому складі ми вас приймаємо в Україні вперше. Робимо це із задоволенням. Ми надзвичайно раді, що ви перебуваєте на боці правди, на світлому боці в цій війні — на боці України та нашої боротьби за незалежність і свободу», — наголосив під час зустрічі Володимир Зеленський. |                        |                                                                   |                                      |                            |                                                                        |

## Візити у грудні (2022)
| Дата | Країна або організація | Посада                    | Ім'я              | Місце зустрічі | Приймаюча сторона                                                      |
| --- | ---------------------- | ------------------------- | ----------------- | -------------- | ---------------------------------------------------------------------- |
| 1 грудня | Іспанія                | Міністр оборони           | Маргарита Роблес  | Одеса          | Міністр оборони Олексій Резніков                                       |
| Подробиці візиту - Міністерка оборони Іспанії Маргарита Роблес 1 грудня відвідала Одесу і там зустрілася з міністром оборони України Олексієм Резніковим. В Одесі Роблес відвідала військово-морську базу, шпиталь, де поспілкувалася з пораненими військовослужбовцями та медичним персоналом. Також вона ходила до пам'ятника Хосе де Рібасу — першому градоначальнику Одеси. |                        |                           |                   |                |                                                                        |
| 6 грудня | Молдова                | Прем'єр-міністр           | Наталія Гаврилиця | Київ           | Прем'єр-міністр Денис Шмигаль                                          |
| Подробиці візиту - Сторони обговорили спільні кроки в напрямку євроінтеграції, протидію російській агресії та інформаційній пропаганді, співпрацю у сфері енергетики, логістики та у сфері торгово-економічного партнерства. «Повномасштабна війна радикально змінила ситуацію в регіоні. Її наслідки відчутні щоденно у всій Європі. Ніхто не почувається безпечно. Зокрема, вчора під час чергової масованої атаки молдовська енергосистема зазнала колосальних перенавантажень. Це буде повторюватися знову і знову. Аж поки подолаємо ворога, звільнимо українські землі та змусимо росію відповісти за свої злочини», — наголосив Денис Шмигаль. За підсумками зустрічі очільники урядів України та Молдови підписали спільну заяву та досягнули низки важливих домовленостей. |                        |                           |                   |                |                                                                        |
| 9 грудня | Словаччина             | Міністр закордонних справ | Растислав Качер   | Київ           | Президент Володимир Зеленський Міністр закордонних справ Дмитро Кулеба |
| 9 грудня | Словаччина             | Міністр оборони           | Ярослав Най       | Київ           | Президент Володимир Зеленський Міністр закордонних справ Дмитро Кулеба |
| 9 грудня | Словаччина             | Міністр економіки         | Карел Гірман      | Київ           | Президент Володимир Зеленський Міністр закордонних справ Дмитро Кулеба |
| Подробиці візиту - Президент Володимир Зеленський та Міністр закордонних справ Дмитро Кулеба провели зустріч із міністром закордонних та європейських справ Растиславом Качером, міністром оборони Ярославом Надєм та міністром економіки Словаччина Карелом Гірманом, які прибули з візитом до нашої країни. «Ми вдячні за підтримку наших людей. Ми про це ніколи не забудемо», — зазначив Володимир Зеленський. |                        |                           |                   |                |                                                                        |
| 19 грудня | Болгарія               | Міністр оборони           | Дімітр Стоянов    | Одеса          | Міністр оборони Олексій Резніков                                       |
| Подробиці візиту - 19 грудня в Україну прибув міністр оборони Болгарії Дімітр Стоянов. Резніков подякував Стоянову за рішення Болгарії надати нашій державі допомогу у сфері безпеки. Також очільник Міноборони висловив сподівання на подальший розвиток оборонного співробітництва обох держа |                        |                           |                   |                |                                                                        |
| 28 грудня | Франція                | Міністр збройних сил      | Себастьян Лекорню | Київ           | Міністр оборони Олексій Резніков Президент Володимир Зеленський        |
| Подробиці візиту - Президент України Володимир Зеленський провів зустріч із міністром збройних сил Франції Себастьєном Лекорню, який перебуває з візитом у нашій країні. Глава держави високо оцінив солідарність і підтримку, яку Франція та особисто Президент Еммануель Макрон надають Україні в умовах повномасштабної збройної агресії Росії. «Хочу подякувати Президенту Макрону за всеосяжну допомогу Україні, особливо в цей складний час. Також вдячний дружині Президента за підтримку гуманітарних напрямів, а суспільству Франції – за таке тепле й надзвичайно відповідальне ставлення до України», – сказав Володимир Зеленський. |                        |                           |                   |                |                                                                        |

## Візити у січні (2023)
| Дата | Країна або організація | Посада                               | Ім'я              | Місце зустрічі      | Приймаюча сторона |
| --- | ---------------------- | ------------------------------------ | ----------------- | ------------------- | --- |
| 9 січня | Європейський Союз      | Виконавчий віцепрезидент Єврокомісії | Франс Тіммерманс  | Київ                | Прем'єр-міністр Денис Шмигаль Президент Володимир Зеленський                                                               |
| Подробиці візиту - «Працюємо над посиленням енергетичної стійкості України. Ключові питання в цьому напрямку обговорили сьогодні в Києві з Виконавчим віцепрезидентом Єврокомісії Франсом Тіммермансом. Активно ведемо роботу з європейськими партнерами над підтримкою за чотирма напрямками: демілітаризація Запорізької АЕС, постачання електрообладнання, можливості імпорту електроенергії з ЄС та санкції проти росії. Розраховуємо, що 10-й пакет міститиме обмеження проти ядерної галузі росії, зокрема «росатома». Агресор має бути покараний за атаки на енергетику України та злочини проти екології. Також торкнулися питань післявоєнного відновлення України. Відбудова має відбуватися на основі принципів зеленого курсу. Україна має значний потенціал у сфері альтернативної енергетики, що допоможе Європі швидше відмовитися від російських викопних ресурсів. Подякував пану Тіммермансу за ініціативу започаткування стратегічного партнерства між Україною та ЄС у сфері відновлюваних газів. Очікуємо найближчим часом укласти відповідний меморандум.» — зазначив Прем'єр-міністр України Денис Шмигаль після зустрічі |                        |                                      |                   |                     | |
| 10 січня | Німеччина              | Міністр закордонних справ            | Анналена Бербок   | Харків              | Міністр закордонних справ Дмитро Кулеба Міський голова Ігор Терехов Голова обласної державної адміністрації Олег Синєгубов |
| Подробиці візиту - Харків 10 січня відвідала міністерка закордонних справ Німеччини Анналена Бербок. Бербок сказала, що Харків є "символом абсолютного божевілля російської агресивної війни в Україні" і "неймовірної волі до витримки й мужності українців", цитує міністерку DW. За даними видання, Берлок пообіцяла більше гуманітарної допомоги з Німеччини. |                        |                                      |                   |                     | |
| 11 січня | Польща                 | Президент                            | Анджей Дуда       | Львів               | Президент Володимир Зеленський                                                                                             |
| 11 січня | Литва                  | Президент                            | Ґітанас Науседа   | Львів               | Президент Володимир Зеленський                                                                                             |
| Подробиці візиту - У Львові відбувся саміт керівників країн Люблінського трикутника Під час цієї зустрічі Володимир Зеленський, Анджей Дуда та Ґітанас Науседа підписали Спільну декларацію Президентів Люблінського трикутника, повідомляє Канцелярія польського президента. В ній, зокрема, підтверджується невід'ємне право України захищати свій суверенітет і територіальну цілісність. Спільна декларація також підтверджує багатовікові історичні зв’язки між Україною, Литвою та Польщею, а також визначає пріоритетні напрями співпраці Люблінського трикутника, зокрема у межах стратегічного курсу нашої держави щодо набуття повноправного членства в Європейському Союзі та Організації Північноатлантичного договору. У документі відзначено намір Литви та Польщі продовжити надання потужної військової, технічної, оборонної, гуманітарної та іншої підтримки Україні. Лідери держав також наголосили на бажанні співпрацювати у процесі відбудови України після завершення конфлікту. Також за словами Дуди, Україна отримає від Польщі танки Leopard. "Рота танків Leopard буде передана Україні в рамках створення міжнародної коаліції. Таке рішення вже є в Польщі", – заявив Президент Польщі. В той же час, Президент Литви Гітанас Науседа заявив про передачу Україні систем протиповітряної оборони та зенітних установок. |                        |                                      |                   |                     | |
| 16 січня | Північна Македонія     | Міністр закордонних справ            | Буяр Османі       | Київ Бородянка      | Міністр закордонних справ Дмитро Кулеба Президент Володимир Зеленський                                                     |
| Подробиці візиту - Президент України Володимир Зеленський провів зустріч із чинним головою ОБСЄ, міністром закордонних справ Республіки Північна Македонія Буяром Османі. Глава держави привітав Північну Македонію з початком головування в Організації з безпеки та співробітництва у Європі й відзначив важливість здійснення міністром у статусі чинного голови ОБСЄ свого першого закордонного візиту саме до України. Президент України висловив сподівання, що під час македонського головування ОБСЄ використовуватиме всі можливі засоби для здійснення тиску на агресора, передусім з метою припинення порушень прав людини на тимчасово окупованих територіях України. Зі свого боку чинний голова ОБСЄ наголосив на солідарності з Україною та її народом і зазначив, що питання безпеки нашої країни є пріоритетом його головування. Як міністр закордонних справ Північної Македонії Буяр Османі запевнив, що його держава підтримуватиме Україну до перемоги над агресором. |                        |                                      |                   |                     | |
| 19 січня | Європейський Союз      | Президент Європейської ради          | Шарль Мішель      | Київ Бородянка      | Прем'єр-міністр Денис Шмигаль Президент Володимир Зеленський                                                               |
| Подробиці візиту - Президент України Володимир Зеленський провів зустріч із Президентом Європейської ради Шарлем Мішелем, який прибув до нашої країни з візитом. Вітаючи Президента Європейської ради в Києві, Глава держави відзначив, що Шарль Мішель є справжнім другом України, а сьогоднішні переговори були змістовними та важливими. "Вже цього року ми маємо вийти на початок переговорів щодо членства в ЄС" – заявив Президент Зеленський за результатами зустрічі з Шарлем Мішелем. Також вони обговорили, подальше посилення санкційного тиску на рф та кроки для реалізації нашої формули миру. ЄС може стати одним із потужних лідерів у цьому процесі, та допомогти розширити коло партнерів, здатних гарантувати нам безпеку. Після завершення перемовин на Алеї сміливості в Києві було відкрито іменну табличку Шарля Мішеля. Глава Української держави нагадав, що на Алеї закарбовані імена тих, хто був з Україною та підтримував українське суспільство у складні часи повномасштабного російського вторгнення. Крім того, сьогодні Глава держави вручив Президенту Європейської ради орден «За заслуги» І ступеня. Таким чином було відзначено особистий внесок Шарля Мішеля у зміцнення міждержавної співпраці, підтримку суверенітету й територіальної цілісності України та популяризацію Української держави у світі. |                        |                                      |                   |                     | |
| 24 січня | Фінляндія              | Президент Фінляндії                  | Саулі Нііністьо   | Київ Бородянка Буча | Президент Володимир Зеленський                                                                                             |
| Подробиці візиту - Президент України Володимир Зеленський провів зустріч із Президентом Фінляндської Республіки Саулі Нііністьо, який перебуває в нашій країні з візитом. Глава держави привітав фінляндського колегу в Києві та відзначив важливість його візиту сьогодні, у день, коли виповнюється 11 місяців від початку повномасштабної війни, яку розв’язала проти України Російська Федерація. Окремо сторони торкнулися питань європейської та євроатлантичної інтеграції України. «Почув дуже важливі для України слова підтримки», – сказав Володимир Зеленський. Президент Фінляндії також зазначив, що мав змогу поспілкуватися з батьком і сином – колишнім ветеринаром і студентом, які нині в ТрО, і був вражений тим, що боронити Україну стають звичайні люди. |                        |                                      |                   |                     | |
| 30 січня | Данія                  | Прем'єр-міністр Данії                | Метте Фредеріксен | Миколаїв Одеса      | Президент Володимир Зеленський                                                                                             |
| Подробиці візиту - Президент України Володимир Зеленський і Прем'єр-міністр Данії Метте Фредеріксен відвідали Миколаїв у межах шефства, яке Королівство взяло над відновленням міста. Глава держави й очільник данського уряду оглянули будівлю Миколаївської обласної військової адміністрації, яку було частково зруйновано внаслідок російського ракетного обстрілу 29 березня 2022 року. Тоді жертвами російської атаки стали 37 осіб. Володимир Зеленський розповів Метте Фредеріксен про руйнування, яких зазнало місто через ворожі обстріли. Він поінформував голову уряду Данії про потреби у відновленні інфраструктури Миколаєва. Крім того, Володимир Зеленський і Метте Фредеріксен побували в індивідуальному тепловому пункті, обладнаному установкою для очищення та роздачі води. Цей проект реалізовано за сприяння Данії, яка однією з перших надала місту допомогу в забезпеченні мешканців питною водою після того, як російський агресор зруйнував традиційну систему водопостачання з річки Дніпро. Президент України й Прем’єр-міністр Данії також відвідали один із госпіталів Миколаєва, де лікуються поранені українські захисники. Пізніше, в цей же день, Президент України Володимир Зеленський і Прем’єр-міністр Королівства Данія Метте Фредеріксен відвідали Одесу, де провели переговори щодо ключових аспектів двосторонньої взаємодії. Глава держави відзначив, що Метте Фредеріксен прибула в Україну на чолі потужної урядової делегації, до якої також увійшли віце-прем'єр-міністр – міністр оборони Якоб Еллеманн-Єнсен і міністр закордонних справ Ларс Люкке Расмуссен. На завершення Володимир Зеленський вручив Метте Фредеріксен Орден княгині Ольги І ступеня, яким її було відзначено за вагомий особистий внесок у зміцнення міждержавної співпраці, підтримку незалежності й територіальної цілісності України. «Нехай ця нагорода символізує те, що Україна завжди буде вдячна вашій прекрасній, потужній державі, вашій сильній команді та вам особисто, пані Премʼєр-міністр, за принципову підтримку народу України в цей складний час», – резюмував Президент |                        |                                      |                   |                     | |

## Візити у лютому (2023)
| Дата | Країна або організація          | Посада                                                                                        | Ім'я                       | Місце зустрічі      | Приймаюча сторона                                                                                             |
| --- | ------------------------------- | --------------------------------------------------------------------------------------------- | -------------------------- | ------------------- | --- |
| 1 лютого | Австрія                         | Федеральний президент                                                                         | Александер ван дер Беллен  | Київ                | Президент Володимир Зеленський                                                                                |
| Подробиці візиту - Президент України Володимир Зеленський провів зустріч у Києві з Федеральним президентом Австрії Александром Ван дер Белленом, який прибув з візитом до нашої країни. Як повідомив Володимир Зеленський, під час зустрічі в Києві було докладно обговорено питання енергетики, економіки, гуманітарної співпраці, розвитку українських громад – усього того, що допомагає зберігати й відновлювати нормальне життя в час війни. В свою чергу Президент Австрії повідомив про виділення 5 млн євро на відновлення трансформаторних підстанцій в Україні. Александр Ван дер Беллен також наголосив на зацікавленості австрійської сторони зробити внесок у відбудову України. |                                 |                                                                                               |                            |                     | |
| 2 лютого | Європейський Союз ( Німеччина)  | Президент Європейської комісії                                                                | Урсула фон дер Ляєн        | Київ                | Президент Володимир Зеленський Прем'єр-міністр Денис Шмигаль Уряд                                             |
| 2 лютого | Європейський Союз ( Данія)      | Виконавчий заступник Голови, відповідальна за стратегію «Європа, придатна для цифрової епохи» | Маргрете Вестагер          | Київ                | Президент Володимир Зеленський Прем'єр-міністр Денис Шмигаль Уряд                                             |
| 2 лютого | Європейський Союз ( Латвія)     | Виконавчий заступник Голови, відповідальний за стратегію «Економіка, що працює для людей»     | Валдіс Домбровскіс         | Київ                | Президент Володимир Зеленський Прем'єр-міністр Денис Шмигаль Уряд                                             |
| 2 лютого | Європейський Союз ( Іспанія)    | Верховний представник з питань закордонних справ і політики безпеки                           | Жозеп Боррель              | Київ                | Президент Володимир Зеленський Прем'єр-міністр Денис Шмигаль Уряд                                             |
| 2 лютого | Європейський Союз ( Словаччина) | Заступник Голови з питань міжінституціональних стосунків та передбачень                       | Марош Шефчович             | Київ                | Президент Володимир Зеленський Прем'єр-міністр Денис Шмигаль Уряд                                             |
| 2 лютого | Європейський Союз ( Чехія)      | Заступниця Голови, відповідальна за політику цінностей та прозорості                          | Вера Юрова                 | Київ                | Президент Володимир Зеленський Прем'єр-міністр Денис Шмигаль Уряд                                             |
| 2 лютого | Європейський Союз ( Греція)     | Заступник Голови з просування нашого європейського способу життя                              | Маргарітіс Схінас          | Київ                | Президент Володимир Зеленський Прем'єр-міністр Денис Шмигаль Уряд                                             |
| 2 лютого | Європейський Союз ( Люксембург) | Комісар із питань працевлаштування й соціальних прав                                          | Ніколя Шміт                | Київ                | Президент Володимир Зеленський Прем'єр-міністр Денис Шмигаль Уряд                                             |
| 2 лютого | Європейський Союз ( Італія)     | Комісар з питань податків і зборів                                                            | Паоло Джентілоні           | Київ                | Президент Володимир Зеленський Прем'єр-міністр Денис Шмигаль Уряд                                             |
| 2 лютого | Європейський Союз ( Польща)     | Комісар із питань сільського господарства                                                     | Януш Войцеховський         | Київ                | Президент Володимир Зеленський Прем'єр-міністр Денис Шмигаль Уряд                                             |
| 2 лютого | Європейський Союз ( Бельгія)    | Комісар із питань правосуддя                                                                  | Дідьє Рейндерс             | Київ                | Президент Володимир Зеленський Прем'єр-міністр Денис Шмигаль Уряд                                             |
| 2 лютого | Європейський Союз ( Швеція)     | Комісарка з внутрішніх справ                                                                  | Йлва Йоганссон             | Київ                | Президент Володимир Зеленський Прем'єр-міністр Денис Шмигаль Уряд                                             |
| 2 лютого | Європейський Союз ( Словенія)   | Комісар з управління кризовими ситуаціями                                                     | Янез Ленарчич              | Київ                | Президент Володимир Зеленський Прем'єр-міністр Денис Шмигаль Уряд                                             |
| 2 лютого | Європейський Союз ( Угорщина)   | Комісар із питань сусідства й розширення                                                      | Олівер Варгеї              | Київ                | Президент Володимир Зеленський Прем'єр-міністр Денис Шмигаль Уряд                                             |
| 2 лютого | Європейський Союз ( Литва)      | Комісар із питань довкілля, океанів та рибальства                                             | Віргініюс Сінкевічюс       | Київ                | Президент Володимир Зеленський Прем'єр-міністр Денис Шмигаль Уряд                                             |
| 2 лютого | Європейський Союз ( Ірландія)   | Комісар із питань фінансових послуг, фінансової стабільності та союзу ринків капіталу         | Марейд МакҐіннесс          | Київ                | Президент Володимир Зеленський Прем'єр-міністр Денис Шмигаль Уряд                                             |
| Подробиці візиту - 2 лютого, Президентка Європейської Комісії Урсула фон дер Ляєн приїхала в Україну, до Києва, на зустріч Колегії з Урядом України разом з іншими 15 членами Колегії Комісарів. "Приємно повернутися до Києва, вже вчетверте з моменту російського вторгнення. Цього разу - з моєю командою комісарів", - написала Урсула фон дер Ляєн у своєму Twitter. Президент України Володимир Зеленський провів зустріч із Президентом Європейської комісії Урсулою фон дер Ляєн, як зазначив Глава держави, із цього візиту в Україні розпочинаються два важливі євроінтеграційні дні, коли відбудуться переговори з Урсулою фон дер Ляєн, спільна робота Колегії Єврокомісії та українського уряду, а також саміт Україна – ЄС, що запланований на п’ятницю, третє лютого. За словами Глави держави, сьогодні й завтра триватиме робота з європейськими партнерами задля підготовки наступної фази інтеграції України з Євросоюзом, посилення нашого захисту від російської агресії та задля відбудови нашої країни. Зокрема, розглядатимуться економічні, фінансові, соціальні, енергетичні, гуманітарні питання тощо. Володимир Зеленський повідомив, що отримав від Президента Єврокомісії звіт щодо другої частини опитувальника, який Україна заповнила для здобуття кандидатства в члени ЄС. В свою чергу Прем'єр-міністр України Денис Шмигаль та Міністр фінансів Сергія Марченка провели перемовини, зокрема, з Валдісом Домбровскісом. Пізніше прем’єр-міністр України Денис Шмигаль разом із Президентом України Володимиром Зеленським та Президентом Європейської комісії Урсулою фон дер Ляєн відкрили в Києві спільні консультації Уряду України та Колегії Європейської Комісії. Як підкреслив Денис Шмигаль, за останній рік Україна досягла надзвичайного прогресу в питанні європейської інтеграції, а також у питанні впровадження пов’язаних із нею реформ. Приєднання до ENTSO-E, скасування квот і мит на українські товари, лібералізація перевезень, «митний безвіз», приєднання до програми «Цифрова Європа», статус кандидата, сотні законів і урядових актів направлених на зближення з ЄС. Зокрема під час цього засідання Урсула фон дер Ляєн пообіцяла Україні вступ до Євросоюзу, та вважає, що рух України допомагає не лише самій Україні, а й Європейському Союзові. "День, коли Україна стала кандидатом – став новим початком для України, а також він став новим початком для ЄС", - запевнила фон дер Ляєн. Президентка також переконана також, що Єврокомісія сприятиме Україні наближатися до вступу, "до того дня, коли український прапор буде піднятий там, де йому належить бути – перед будівлею Берламонт в Брюсселі". Це – будівля, де розташована Європейська комісія, перед нею розташовані прапори повноправних членів ЄС. |                                 |                                                                                               |                            |                     | |
| 3 лютого | Європейський Союз               | Президент Європейської ради                                                                   | Шарль Мішель               | Київ                | Президент Володимир Зеленський                                                                                |
| Подробиці візиту - Президент Європейської ради Шарль Мішель прибув до Києва для участі у саміті Україна-ЄС. "Знову у Києві - на саміт ЄС-Україна разом з президентом України Володимиром Зеленським, президенткою Єврокомісії Урсулою фон дер Ляєн та головним дипломатом ЄС Жозепом Боррелем. Наша рішучість не ослабне. Також ми будемо підтримувати вас у кожному кроці на шляху до ЄС", - написав він вітання українцям. |                                 |                                                                                               |                            |                     | |
| 14 лютого | Канада                          | Міністр закордонних справ                                                                     | Мелані Жолі                | Київ                | Президент Володимир Зеленський Міністр закордонних справ Дмитро Кулеба                                        |
| Подробиці візиту - Президент Володимир Зеленський та Міністр закордонних справ України зустрілися з міністром закордонних справ Канади Мелані Жолі, яка перебуває з візитом у нашій країні. Зокрема глава держави висловив подяку уряду Канади та всьому канадському народу за потужну підтримку й допомогу Україні під час війни. Президент і міністр закордонних справ обмінялися думками щодо кроків, які необхідно здійснити, щоб прискорити відбудову звільнених від агресора регіонів, а також щодо питання розмінування територій, де велися бойові дії. Окрему увагу було приділено необхідності притягнення до відповідальності винних у злочині агресії, а також роботі, що ведеться в цьому напрямі. У межах зустрічі сторони обговорили питання євроатлантичної інтеграції нашої держави. |                                 |                                                                                               |                            |                     | |
| 15 лютого | Швеція                          | Прем'єр-міністр Швеції                                                                        | Ульф Крістерссон           | Київ                | Президент Володимир Зеленський                                                                                |
| Подробиці візиту - Президент України Володимир Зеленський провів зустріч із Прем’єр-міністром Швеції Ульфом Крістерссоном, який перебуває в нашій країні з візитом. Вітаючи голову шведського уряду в Києві, Володимир Зеленський зазначив, що з початку повномасштабного вторгнення Росії в Україну Швеція потужно підтримує нашу державу та людей. Під час зустрічі Президент України та Премʼєр-міністр Швеції обговорили всі аспекти допомоги та взаємодії як на двосторонньому рівні, так і в межах європейських інституцій. Глава держави висловив переконання, що цього року Україна та Швеція зможуть зробити ці важливі для всіх кроки на європейському шляху. Сторони також обговорили оборону співпрацю. Президент України поінформував голову шведського уряду про потреби нашої держави задля відновлення територіальної цілісності та повернення всіх окупованих Росією земель. Окремо співрозмовники зупинилися на питанні посилення протиповітряної оборони. |                                 |                                                                                               |                            |                     | |
| 16 лютого | Ізраїль                         | Міністр закордонних справ                                                                     | Елі Коен                   | Київ Буча           | Президент Володимир Зеленський Міністр закордонних справ Дмитро Кулеба                                        |
| Подробиці візиту - 16 лютого Голова МЗС Ізраїлю Елі Коен прибув з візитом до Києва. Дипломат у своєму Twitter зазначив, що в рамках візиту він зустрінеться з Президентом України Володимиром Зеленським та своїм українським колегою Дмитром Кулебою, відкриє посольство Ізраїлю в Києві, яке повертається до постійної роботи, а також відвідає Бабин Яр та Бучу. |                                 |                                                                                               |                            |                     | |
| 17 лютого | Нідерланди                      | Прем'єр-міністр                                                                               | Марк Рютте                 | Київ                | Президент Володимир Зеленський Прем'єр-міністр Денис Шмигаль                                                  |
| Подробиці візиту - 17 лютого 2023 року прем'єр-міністр Нідерландів Марк Рютте у друге відвідав Київ з початку великої війни. Рютте вшанував пам’ять загиблих захисників України біля стіни пам’яті Михайлівського собору, далі провів зустріч з президентом України Володимиром Зеленським та прем’єр-міністром Денисом Шмигалем. Як зазначив Володимир Зеленський, Марк Рютте – великий друг України, який уже вдруге відвідує нашу державу за час повномасштабної війни. Під час зустрічі в Києві сторони обговорили можливості для посилення захисту спільних пріоритетів. Президент висловив подяку за нещодавнє рішення Гааги передати Україні ЗРК Patriot, що посилить захист нашого неба. Глава держави також відзначив потужний внесок Нідерландів у танкову коаліцію. Володимир Зеленський і Марк Рютте підтвердили свою відданість зміцненню спільних зусиль для забезпечення подальшого прогресу на шляху впровадження стандартів НАТО та інтеграції України до Альянсу. Лідери також відзначили важливість досягнення консенсусу в НАТО для подальшого розширення та поглиблення відносин між Альянсом та Україною, а також довгострокової підтримки зараз і в перспективі, під час майбутнього Саміту НАТО у Вільнюсі. Окремо Марк Рютте повідомив про створення Міжнародного центру з розслідування злочину агресії проти України, де збиратимуть докази злочинних дій. |                                 |                                                                                               |                            |                     | |
| 20 лютого | США                             | Президент                                                                                     | Джо Байден                 | Київ                | Президент Володимир Зеленський                                                                                |
| Подробиці візиту - 20 лютого 2023 року Лідер США прибув з неоголошеним візитом до Києва у 9-ту річницю вшанування пам’яті Героїв Небесної Сотні. Фотографії зустрічі Джо Байдена з президентом України Володимиром Зеленським спершу були опубліковані в соціальних мережах 20 лютого, на них двоє лідерів біля Михайлівського собору вшановують пам’ять загиблих захисників України. Пізніше президент Зеленський написав у телеграмі: «Джозефе Байден, ласкаво просимо до Києва! Ваш візит є надзвичайно важливим знаком підтримки для всіх українців». Як повідомили у пресслужбі президента України, Володимир Зеленський та перша леді Олена Зеленська зустріли Джо Байдена на ґанку Маріїнського палацу в центрі столиці, потім лідери поспілкувалися у форматі віч-на-віч. Глава Української держави наголосив, що особисто Джозеф Байден та все американське суспільство із самого початку розв’язаної Росією повномасштабної війни були разом з Україною. «Перший телефонний дзвінок із підтримкою України був із Білого дому. Дякую за ваше лідерство. Дякую також за двопартійну підтримку, за підтримку з боку Конгресу», – зауважив Володимир Зеленський. Президент України зазначив, що говоритиме з Президентом США про ситуацію на фронті, а також про український народ, який переживає сьогодні надзвичайно важкі часи. Зі свого боку Байден відзначив важливість своєї присутності сьогодні в Україні, яка демонструє підтримку з боку США незалежності, суверенітету й територіальної цілісності Української держави. «Я думаю, що було б критично важливим не залишити жодного сумніву в тому, що США підтримують Україну в її війні проти жорстокої агресії», – зазначив лідер Сполучених Штатів. Президент США зауважив, що радий знову відвідати Київ. «Багато що змінилося з часу останньої поїздки. Сталися жахливі речі, вторгнення, але водночас українці проявили себе так, як дуже мало народів проявляли себе будь-коли у своєму захисті. І вони допомогли нам осягнути значення демократії», – зазначив Джо Байден. Він також переказав вітання від членів Конгресу. За словами Джо Байдена, на них справив сильне враження нещодавній виступ Володимира Зеленського у Конгресі. Під час візиту, Президент США анонсував новий пакет військової допомоги, вартістю, 500 мільйонів доларів. Пакет включатиме більше військової техніки, у тому числі артилерійські боєприпаси, більше гаубиць. |                                 |                                                                                               |                            |                     | |
| 21 лютого | Італія                          | Голова Ради міністрів                                                                         | Джорджа Мелоні             | Київ Бородянка Буча | Президент Володимир Зеленський                                                                                |
| Подробиці візиту - Президент України Володимир Зеленський провів зустріч із Головою Ради міністрів Італійської Республіки Джорджею Мелоні, яка прибула з візитом до нашої країни. Вітаючи в Києві італійську делегацію на чолі з Прем’єр-міністром, Глава держави назвав цю зустріч знаковою, адже вона відбувається напередодні річниці повномасштабного вторгнення Росії, нашої незламності, спільного захисту від російського терору й спільних зусиль задля відновлення стабільності та безпеки у Європі. Глава держави висловив подяку Італії, пані Прем’єр-міністру, її команді, усім сумлінним представникам італійської політичної спільноти та кожній родині в Італії за щире бажання відновити разом з Україною мир і безпеку для нашої держави та всієї Європи. Під час переговорів у Києві сторони опрацювали всі ключові аспекти українсько-італійського партнерства як на двосторонньому рівні, так і на рівні європейських і міжнародних інституцій. Було детально обговорено питання європейської та євроатлантичної інтеграції України. Крім того, на зустрічі йшлося про співпрацю України та Італії в галузі оборони й безпеки. Володимир Зеленський також зробив акцент на важливості визнання Італією Голодомору геноцидом українського народу. «Пані Прем’єр-міністр повідомила мені, що Комітет у закордонних справах парламенту Італії вчора проголосував за це важливе рішення. І ми очікуємо, що найближчим часом відповідна резолюція буде підтримана парламентом Італії», – зазначив Президент. Голова італійського уряду, в свою чергу, акцентувала, що її держава підтримує євроінтеграційні прагнення України, та також відзначила важливість розгляду парламентом Італії рішення про визнання Голодомору геноцидом українського народу. |                                 |                                                                                               |                            |                     | |
| 23 лютого | Іспанія                         | Прем'єр-міністр                                                                               | Педро Санчес               | Київ Ірпінь Буча    | Президент Володимир Зеленський                                                                                |
| Подробиці візиту - Президент України Володимир Зеленський провів зустріч із головою уряду Королівства Іспанія Педро Санчесом, який прибув до нашої країни з візитом. Вітаючи Прем’єр-міністра Іспанії в Києві, Глава Української держави зазначив, що це вже другий візит Педро Санчеса в Україну за час повномасштабної війни – перший відбувся торік у квітні. Після перемовин Президент України Володимир Зеленський і Прем’єр-міністр Королівства Іспанія Педро Санчес відвідали Алею сміливості на площі Конституції в Києві та взяли участь у відкритті іменної таблички на честь голови іспанського уряду. Володимир Зеленський подякував Прем’єр-міністру Іспанії за допомогу, яку його держава надає Україні в часи російського вторгнення. «На цій Алеї розміщені таблички, на яких викарбувані імена людей, котрі підтримали Україну із самого початку вторгнення. Ми висловлюємо вам нашу вдячність за цю підтримку», – сказав Президент. Окрім цього Голова іспанського уряду виступив в українському парламенті. За словами нардепа Ярослава Железняка, у своєму виступі Санчес зазначив, що Україна нині проходить найтемніші часи, але вона "не одна в цій темряві". Санчес наголосив, що Іспанія з Україною. "Я сподіваюсь, що скоро повернусь вже в мирну Україну де дискусія буде про відновлення та прогрес", - процитував нардеп Санчеса. |                                 |                                                                                               |                            |                     | |
| 24 лютого | Польща                          | Прем'єр-міністр                                                                               | Матеуш Моравецький         | Київ                | Президент Володимир Зеленський Прем'єр-міністр Денис Шмигаль                                                  |
| Подробиці візиту - На річницю повномасштабного вторгнення Росії в Україну, до Києва приїхав прем'єр-міністр Республіки Польща Матеуш Моравецький. Це вже його 5 візит до української держави з початку великої війни. Під час візиту Моравецький зустрівся зі своїм українським візаві Денисем Шмигалем та Президентом України Володимиром Зеленським. Пізніше Президент України Володимир Зеленський і Прем’єр-міністр Польщі Матеуш Моравецький, відвідали один із київських госпіталів, де проходять лікування поранені українські захисники. Глава Української держави та Прем’єр-міністр Польщі побували в реанімаційному й травматологічному відділеннях, а також у залі фізичної та медичної реабілітації. Володимир Зеленський і Матеуш Моравецький поспілкувалися із захисниками та побажали їм якнайшвидшого одужання. Президент вручив державні нагороди військовослужбовцям і правоохоронцям за мужність і самовідданість, виявлені під час захисту державного суверенітету й територіальної цілісності України. |                                 |                                                                                               |                            |                     | |
| 26 лютого | Саудівська Аравія               | Міністр закордонних справ                                                                     | Фейсал бін Фархан аль-Сауд | Київ                | Президент Володимир Зеленський Міністр закордонних справ Дмитро Кулеба Керівник Офісу Президента Андрій Єрмак |
| Подробиці візиту - «Маємо успішний візит до Києва міністра закордонних справ Саудівської Аравії, принца Фейсала бін Фархана Аль Сауда. Він зустрівся з Президентом Володимиром Зеленським та командою. По-перше - це перший офіційний візит очільника МЗС КСА в Україну з часу встановлення дипломатичних відносин між нашими країнами (що відбулось 14 квітня 1993 р.). І я особисто вдячний принцу Фейсалу бін Фархану Аль Сауду за конструктивний діалог, який, врешті решт, привів нас до цієї зустрічі. По-друге, Україна отримає реальну допомогу від Саудівської Аравії, яка вважається найбільшою економікою Близького Сходу. У рамках візиту в Офісі Президента були підписані два документа, що формалізували надання Україні пакету допомоги у розмірі $400 млн: гумдопомоги на $100 млн та нафтопродуктів на $300 млн. Зокрема, мова про Спільну програму співробітництва з Центром гуманітарної допомоги та допомоги Короля Салмана та Меморандум про взаєморозуміння із Саудівським фондом розвитку. Також нагадаю, що Саудівська Аравія підтримала резолюцію ООН щодо сталого миру в Україні кілька днів тому. Дякую за цей важливий крок. Особисто вдячний принцу Фейсалу бін Фархану Аль Сауду за взаєморозуміння і цей візит. Хочу нагадати, що Україна та Саудівська Аравія мають спільні виклики і досвід боротьби з ними. Мова про іранські БПЛА, які постачалися певним «повстанцям» і здійснювали атаки на нафтові об‘єкти Саудівської Аравії. Починаючи з минулого року ці ж іранські БПЛА опинилися у російських терористів і здійснюють атаки на українську енергетичну інфраструктуру. Тому, досвід боротьби з терористами у нас також спільний.» — зазначив керівник Офісу Президента України Андрій Єрмак. |                                 |                                                                                               |                            |                     | |

## Візити у березні (2023)
| Дата | Країна або організація | Посада                    | Ім'я                | Місце зустрічі      | Приймаюча сторона                                                     |
| --- | ---------------------- | ------------------------- | ------------------- | ------------------- | --------------------------------------------------------------------- |
| 3 березня | Латвія                 | Президент                 | Егілс Левітс        | Львів               | Президент Володимир Зеленський                                        |
| 3 березня | Нідерланди             | Міністр закордонних справ | Вопке Гукстра       | Львів               | Президент Володимир Зеленський                                        |
| 3 березня | Естонія                | Міністр закордонних справ | Урмас Рейнсалу      | Львів               | Президент Володимир Зеленський                                        |
| Подробиці візиту - Під час робочої поїздки до Львівської області Президент України Володимир Зеленський відвідав один із госпіталів, де лікуються поранені українські захисники, які воювали, зокрема, на Бахмутському напрямку та зустрівся з Президентом Латвії Егілсом Левітсом. Під час візиту глави держав і перші леді поклали квіти до могил українських захисників на Полі почесних поховань Личаківського кладовища у Львові. Також глави держав підписали Спільну декларацію, яка засвідчує підтримку з боку Латвії повноправної європейської та євроатлантичної інтеграції України. Після зустрічі з лідером Латвії Президент України Володимир Зеленський у Львові провів зустріч із віце-прем'єр-міністром, міністром закордонних справ Нідерландів Вопке Гукстрою та міністром закордонних справ Естонії Урмасом Рейнсалу. Глава держави подякував за вагому оборонну, фінансову, енергетичну та правову підтримку, яку Нідерланди та Естонія надають Україні з початку повномасштабного вторгнення РФ. |                        |                           |                     |                     |                                                                       |
| 4 березня | Європейський Союз      | Президент Європарламенту  | Роберта Мецола      | Львів               | Президент Володимир Зеленський Голова Верховної Ради Руслан Стефанчук |
| Подробиці візиту - У межах робочої поїздки на Львівщину Президент України Володимир Зеленський провів зустріч із Президентом Європейського парламенту Робертою Мецолою, яка вдруге відвідує нашу країну з початку повномасштабного вторгнення РФ. Глава держави подякував Президенту Європарламенту за лідерство в підтримці України з перших днів жахливої війни та за важливі рішення, ухвалені цією європейською інституцією. |                        |                           |                     |                     |                                                                       |
| 8 березня | ООН                    | Генеральний секретар      | Антоніу Гутерреш    | Київ                | Президент Володимир Зеленський                                        |
| Подробиці візиту - Генеральний секретар ООН Антоніу Гутерреш 8 березня прибув з візитом до України. Під час свого третього візиту до України з початку війни 73-річний Гутерреш зустрінеться з президентом Володимиром Зеленським для переговорів про продовження зернової угоди. Контракт на експорт українського зерна через контрольоване Росією Чорне море закінчується 18 березня, і ООН наполягає на черговому продовженні. Раніше ЗМІ повідомили, що Україна розпочала онлайн-переговори з партнерами щодо продовження Чорноморської зернової ініціативи, спрямованої на те, щоб Київ міг продовжувати постачання зерна на світові ринки. Ініціатива була започаткована за посередництва Організації Об'єднаних Націй та Туреччини в липні минулого року, а в листопаді її було продовжено. Її термін дії закінчується 18 березня, якщо не буде досягнуто домовленості про продовження. |                        |                           |                     |                     |                                                                       |
| 10 березня | Фінляндія              | Прем'єр-міністр           | Санна Марін         | Київ                | Президент Володимир Зеленський                                        |
| 10 березня | Норвегія               | Міністр оборони           | Бйорн Арільд Грам   | Київ                | Президент Володимир Зеленський                                        |
| Подробиці візиту - До Києва приїхала прем'єр-міністерка Фінляндії Санна Марін у п’ятницю, 10 березня. Вона вже зустрілася з президентом України Володимиром Зеленським. Зеленський і Марін вшанували пам’ять загиблого Героя України Дмитра (Да Вінчі) Коцюбайла, із яким сьогодні прощаються в Михайлівському соборі. Зеленський та Марін також поклали квіти до Стіни пам’яті загиблих за Україну, що біля Михайлівського Золотоверхого собору. Вони ушанували пам’ять захисників хвилиною мовчання. «Сьогодні в Києві справжній друг України й захисниця вільної Європи – Премʼєр-міністр Фінляндії Санна Марін. Передусім хочу подякувати пані Прем’єр-міністру за те, що ми сьогодні разом ушанували памʼять захисників і захисниць, які віддали свої життя за Україну, і памʼять нашого Героя Дмитра Коцюбайла, «Да Вінчі», з яким Україна сьогодні прощається», – сказав Президент під час зустрічі з представниками ЗМІ за результатами переговорів із головою фінляндського уряду в Києві. Ключовими темами переговорів лідерів у Києві були оборона й безпека. Володимир Зеленський висловив подяку Фінляндії за надані нашій країні оборонні пакети підтримки, а також за дієву участь у танковій коаліції. Також в цей день Президент України Володимир Зеленський провів зустріч із міністром оборони Королівства Норвегія Бйорном Арільдом Грамом. Вітаючи делегацію, Президент висловив подяку уряду, парламенту та всьому народу Норвегії за всебічну допомогу, що надається Україні та нашим громадянам, за дієву підтримку суверенітету й територіальної цілісності нашої держави. |                        |                           |                     |                     |                                                                       |
| 14 березня | Ісландія               | Прем'єр-міністр           | Катрін Якобсдоуттір | Київ Бородянка Буча | Президент Володимир Зеленський Прем'єр-міністр Денис Шмигаль          |
| Подробиці візиту - Прем'єр-міністр Ісландії Катрін Якобсдоуттір та глава МЗС країни Тордіс Колбрун Рейкфьорд Гильфадоттір 14 березня прибули з візитом в Україну. У вівторок вранці обидві представниці Ісландії відвідали Бучу та Бородянку. За словами Якобсдоттір, важливо бути свідком наслідків війни і спілкуватися з тими, хто вижив під російськими атаками. Під час поїздки прем'єрка Ісландії зустрілась з головою українського уряду та Президентом України. Глава Української держави особливо відзначив факт здійснення цього візиту Прем’єр-міністра Ісландії в нашу країну та подякував за те, що з перших днів повномасштабної російської агресії Рейк’явік активно підтримує Україну. «Вдячний вашому уряду й народу, усім ісландцям за підтримку. І я хотів би передати цей меседж вашому суспільству, парламентарям. Ми цінуємо, що ви допомагаєте нам політично, фінансово, на гуманітарному та інших напрямах», – наголосив Володимир Зеленський. Володимир Зеленський і Катрін Якобсдоттір обговорили перебіг і перспективи відбудови України. Президент акцентував на перспективах використання досвіду та експертизи Ісландії у сфері «зеленої» енергетики та запросив ісландський бізнес уже зараз інвестувати у відповідні проекти в нашій країні. Глава держави окремо порушив питання важливості визнання парламентом Ісландії Голодомору геноцидом українського народу. Перші кроки до цього вже зроблені офіційним Рейк’явіком. За результатами зустрічі було підписано Спільну декларацію Президента України Володимира Зеленського та Прем’єр-міністра Ісландії Катрін Якобсдоттір. |                        |                           |                     |                     |                                                                       |
| 16 березня | Латвія                 | Прем'єр-міністр           | Кріш'яніс Каріньш   | Київ                | Прем'єр-міністр Денис Шмигаль Президент Володимир Зеленський          |
| Подробиці візиту - Президент Володимир Зеленський та Премʼєр-міністр Денис Шмигаль провели зустріч із Прем'єр-міністром Латвії Кріш’янісом Каріньшем. Лідери України подякували латвійській стороні за потужну політичну, оборонну, фінансову та гуманітарну підтримку нашої держави з перших днів повномасштабного російського вторгнення: «Ваше суспільство, Президент із самого початку цієї повномасштабної війни, навіть із перших днів 2014 року, коли насправді почалася ця війна, – ви показуєте, що з нами, підтримуєте наш суверенітет, наш народ, наше суспільство, територіальну цілісність». Сторони предметно обговорили тематику європейської інтеграції в контексті прогресу нашої держави у виконанні рекомендацій Європейської комісії. Було наголошено на важливості підтримки Латвією питання ухвалення рішення про початок до кінця поточного року переговорів про вступ України до ЄС. Окрему увагу під час зустрічі приділили підготовці до саміту НАТО у Вільнюсі. Володимир Зеленський відзначив активну позицію Латвії у створенні міжнародно-правових механізмів для притягнення Росії до відповідальності за злочин агресії проти України, покарання всіх винних у воєнних злочинах та злочинах проти людяності, а також повноцінного механізму компенсації збитків, завданих РФ нашій державі. |                        |                           |                     |                     |                                                                       |
| 21 березня | Японія                 | Прем'єр-міністр           | Фуміо Кішіда        | Київ Буча           | Президент Володимир Зеленський                                        |
| Подробиці візиту - 21 березня Президент України Володимир Зеленський провів зустріч із Прем’єр-міністром Японії Фуміо Кішідою, який прибув до нашої країни з візитом. Володимир Зеленський зазначив, що радий вітати в Києві справді потужного захисника міжнародного порядку й давнього друга України. Володимир Зеленський подякував Фуміо Кішіді за вагому підтримку України: безпекову, економічну, політичну, санкційну, гуманітарну. Володимир Зеленський і Фуміо Кішіда обговорили взаємодію в межах головування Японії в «Групі семи». Зокрема, Президент України повідомив, що прийняв запрошення голови японського уряду взяти участь в онлайн-форматі у саміті G7, запланованому на травень у Хіросімі. Під час переговорів сторони окремо зупинилися на залученні Японії до відбудови України, що дає великі можливості для співпраці. Володимир Зеленський відзначив, що з 24 лютого 2022 року допомога Японії в галузі відновлення сягнула понад 7 млрд дол. Володимир Зеленський розповів, що за підсумками переговорів було підписано Спільну заяву про особливе глобальне партнерство між двома країнами. «Цей документ відображає і наші цінності, які ми разом захищаємо, і наші прагнення, які ще належить реалізувати», – зазначив він. Президент наголосив, що Україна та Японія досягли найзмістовніших відносин за понад 30 років, але це лише фундамент для того, чого можна досягти в майбутньому. «Очевидно, що партнерство України та Японії посилює глобальну безпеку й наближає час, коли ми нарешті зможемо повернути мир і гарантувати стабільність життя і українцям, і всім народам світу», – заявив Володимир Зеленський. Зі свого боку Прем’єр-міністр Японії наголосив на солідарності з Україною. Він високо оцінив мужність і терпіння українського народу, який стоїть на захисті своєї батьківщини та свободи. За словами Фуміо Кішіди, Японія співпрацює з Україною в питанні запровадження санкцій стосовно РФ. Прем’єр-міністр наголосив, що з минулого року його країна надала Україні гуманітарну та фінансову допомогу, яка, зокрема, спрямована на підтримку енергетичного сектору, сільського господарства та проведення розмінування. Крім того, Японія планує надати кошти на постачання нелетальної зброї через трастовий фонд НАТО. |                        |                           |                     |                     |                                                                       |
| 31 березня | Словаччина             | Прем'єр-міністр           | Едуард Геґер        | Київ                | Президент Володимир Зеленський Прем'єр-міністр Денис Шмигаль          |
| 31 березня | Словенія               | Прем'єр-міністр           | Роберт Голоб        | Київ                | Президент Володимир Зеленський Прем'єр-міністр Денис Шмигаль          |
| 31 березня | Хорватія               | Прем'єр-міністр           | Андрей Пленкович    | Київ                | Президент Володимир Зеленський Прем'єр-міністр Денис Шмигаль          |
| 31 березня | Молдова                | Президент                 | Мая Санду           | Київ                | Президент Володимир Зеленський Прем'єр-міністр Денис Шмигаль          |
| Подробиці візиту - В річницю деокупації Бучі Україну відвідали прем'єр-міністри Словаччини Едуард Гегер, Словенії Роберт Голоб, Хорватії Андрей Пленкович та президентка Молдови Мая Санду. Президент України Володимир Зеленський та прем‘єр-міністр Денис Шмигаль провели зустріч з кожним поодинці та разом відвідали Бучу де ушанували пам’ять загиблих. Церемонія відбулася біля церкви Святого апостола Андрія Первозванного та всіх святих у Бучі. Присутні встановили лампадки до пам’ятного хреста на місці поховань мирних жителів Бучі, убитих російськими окупантами. Під час церемонії прозвучали імена 77 ідентифікованих осіб, які були поховані у братській могилі біля храму, а також 11 військовослужбовців, полеглих у боях за Бучу. Вітаючи очільника словацького уряду в Києві, Глава Української держави наголосив, що в Україні йому завжди раді. «Від імені нашого народу дякую за підтримку, яку ви, ваш уряд та Президент Словаччини, а також звичайні люди надавали Україні впродовж такого складного та сповненого викликів року», – зазначив Президент. Вітаючи очільника словенського уряду в Володимир Зеленський зазначив: «Хочу подякувати вам за те, що знайшли час відвідати нас у такий важливий день – день деокупації Бучі. Також вдячний за всю ту допомогу, яку ви надали Україні для зміцнення на полі бою». У межах зустрічі Президент України та Прем’єр-міністр Республіки Словенія підписали Спільну декларацію, що сприятиме посиленню співпраці між двома країнами. На початку зустрічі з Прем'єр-міністром Хорватії, Президент Українр полякував за візит та участь у Бучанському саміті в річницю звільнення Бучі від російського агресора. «Ми друзі, ми відчуваємо це. Це дуже важливо для наших народів», – сказав Президент і відзначив високий рівень двосторонніх відносин між Україною та Хорватією. Президент України та Прем’єр-міністр Республіки Хорватія обговорили взаємодію на шляху європейської та євроатлантичної інтеграції України. Володимир Зеленський подякував за підтримку Хорватією надання Україні статусу кандидата в члени ЄС і відзначив особисту роль Андрея Пленковича в цьому процесі. Під час зустрічі з президенткою молодови Маєю Санду, лідери держав, предметно обговорили актуальні питання двосторонньої взаємодії і також обговорили прогрес і подальші перспективи руху двох держав шляхом європейської інтеграції. Під час зустрічі Володимир Зеленський висловив подяку молдовській стороні за ухвалене національним парламентом рішення про визнання Голодомору в Україні актом геноциду українського народу. |                        |                           |                     |                     |                                                                       |

## Візити у квітні (2023)
| Дата | Країна або організація | Посада                                            | Ім'я            | Місце зустрічі      | Приймаюча сторона              |
| --- | ---------------------- | ------------------------------------------------- | --------------- | ------------------- | ------------------------------ |
| 3 квітня | Німеччина              | Віцеканцлер, міністр економіки та захисту клімату | Роберт Габек    | Ягідне Чернігів     | Президент Володимир Зеленський |
| Подробиці візиту - У межах робочої поїздки в Чернігівську область Президент України Володимир Зеленський провів зустріч із віцеканцлером, міністром економіки та захисту клімату Федеративної Республіки Німеччина Робертом Габеком, який перебуває в Україні з візитом. Глава держави висловив подяку за дієву підтримку та солідарність з Україною уряду ФРН та особисто Роберта Габека з перших днів повномасштабної російської агресії. «Ваш візит є потужним сигналом для наших громадян, наших військових, усіх нас», – зазначив Володимир Зеленський. |                        |                                                   |                 |                     |                                |
| 20 квітня | НАТО                   | Генеральний секретар                              | Єнс Столтенберг | Київ Буча           | Президент Володимир Зеленський |
| Подробиці візиту - Президент України Володимир Зеленський провів зустріч із Генеральним секретарем НАТО Єнсом Столтенбергом, який прибув до нашої країни з візитом. «Ми вітаємо Генерального секретаря НАТО Єнса Столтенберга у Києві, в Україні, яка стоїть міцно, вільно й бачить перспективу повного звільнення нашої землі від російського окупанта. Цей візит пана Генерального секретаря – перший за час повномасштабної війни – ми трактуємо як знак, що Альянс готовий розпочинати нову главу у відносинах з Україною – главу амбітних рішень», – сказав Володимир Зеленський під час спілкування з представниками ЗМІ за результатами переговорів з Єнсом Столтенбергом у Києві. |                        |                                                   |                 |                     |                                |
| 24 квітня | Естонія                | Прем'єр-міністр                                   | Кая Каллас      | Житомир             | Президент Володимир Зеленський |
| Подробиці візиту - Під час робочої поїздки в Житомирську область Президент України Володимир Зеленський провів зустріч із Прем’єр-міністром Естонської Республіки Каєю Каллас, яка прибула в нашу країну з візитом. Вітаючи голову естонського уряду в Україні, Володимир Зеленський зазначив, що Кая Каллас – справжня лідерка й захисниця нашої спільної європейської свободи. «Якби кожен із лідерів та кожна з держав так само сумлінно ставилися до захисту нашої спільної свободи на континенті, агресія Росії уже б зазнала очевидної поразки», – сказав Президент під час спілкування з представниками ЗМІ за результатами переговорів із Каєю Каллас у Житомирі. Під час зустрічі йшлося й про відбудову України. Як повідомив Володимир Зеленський, Естонія стала першою державою, яка почала практичне відновлення українського регіону – Житомирської області. Це може стати прикладом для інших партнерів. «Впевнений: багато зробимо разом. Я сьогодні порушив питання щодо структуризації допомоги щодо відбудови, зокрема створення відповідного представництва, офісу тут, на Житомирщині», – розповів Глава держави. Він також висловив подяку Естонії за принциповість у питанні посилення санкцій за агресію Росії та у питанні щодо притягнення до відповідальної держави-терориста за скоєне в Україні. За визначні особисті заслуги у зміцненні українсько-естонського міждержавного співробітництва, підтримку суверенітету й територіальної цілісності України Президент нагородив Каю Каллас орденом князя Ярослава Мудрого ІІ ступеня. |                        |                                                   |                 |                     |                                |
| 28 квітня | Чехія                  | Президент                                         | Петр Павел      | Київ Бородянка Буча | Президент Володимир Зеленський |
| 28 квітня | Словаччина             | Президент                                         | Зузана Чапутова | Київ Бородянка Буча | Президент Володимир Зеленський |
| Подробиці візиту - Президент України Володимир Зеленський провів зустрічі з Президентом Чеської Республіки Петром Павелом і Президентом Словацької Республіки Зузаною Чапутовою, які перебувають з візитом у нашій країні. Під час переговорів із лідерами Чехії та Словаччини Глава Української держави подякував чеському та словацькому уряду та всьому суспільству за всебічну підтримку України з перших днів повномасштабного російського вторгнення. «Дякую за ваш візит, який розпочався з відвідання Бучі та Бородянки. Ми високо цінуємо підтримку з боку вашої країни, вашого суспільства з першого дня повномасштабного вторгнення», – зазначив Володимир Зеленський. Зі свого боку Президент Чехії висловив підтримку Україні та захоплення рішучістю й сміливістю українського народу, який бореться за свою незалежність. Зі свого боку Президентка Зузана Чапутова наголосила на всебічній підтримці України з боку Словаччини. |                        |                                                   |                 |                     |                                |

## Візити у травні (2023)
| Дата | Країна або організація | Посада                         | Ім'я                           | Місце зустрічі | Приймаюча сторона                                                      |
| --- | --- | ------------------------------ | ------------------------------ | -------------- | ---------------------------------------------------------------------- |
| 5 травня | Бахрейн | Міністр закордонних справ      | Абдуллатіф бін Рашид аль-Заяні | Київ           | Президент Володимир Зеленський Міністр закордонних справ Дмитро Кулеба |
| Подробиці візиту - Президент Зеленський відзначив, що це перший візит очільника зовнішньополітичного відомства Бахрейну в Україну з часу встановлення дипломатичних відносин між країнами у липні 1992 року. «Це важливий сигнал про взаємодію та підтримку між нашими державами», - сказав Президент. Він подякував Королівству Бахрейн за незмінну підтримку територіальної цілісності та суверенітету України на тлі протистояння повномасштабній російській агресії, що, за його словами, було неодноразово засвідчено під час голосувань за відповідні резолюції Генеральної Асамблеї ООН. | |                                |                                |                |                                                                        |
| 9 травня | Європейський Союз | Президент Європейської комісії | Урсула фон дер Ляєн            | Київ           | Президент Володимир Зеленський Прем'єр-міністр Денис Шмигаль           |
| Подробиці візиту - Президентка Єврокомісії Урсула фон дер Ляєн у вівторок, 9 травня, прибула до Києва. Цього року 9 травня, згідно з указом президента Володимира Зеленського, в Україні вперше відзначається як День Європи. "Добре повернутися в Київ. Де цінності, які ми бережемо, захищають щодня. Тому це таке доречне місце для святкування Дня Європи", - написала фон дер Ляєн у соцмережі Twitter перед прибуттям до української столиці, до якої вона дісталася нічним поїздом із Польщі. Незадовго до її прибуття ВПС України заявили, що збили 23 із 25 крилатих ракет, запущених Росією в ніч із понеділка на вівторок, а повітряна тривога в Києві завершилася лише за годину до її прибуття. Одним з відкритих питань останніми тижнями стала тема українського експорту продовольчих товарів, який деякі сусідні з Україною країни ЄС то блокують, то розблоковують на вимогу своїх фермерів. Саме тому президент України під час пресконференції з головою Єврокомісії закликав утриматися від будь-яких рішень щодо торгівлі з Україною без консультацій з нею. З цією метою має бути створена консультативна група з питань експорту, підтвердила Урсула фон дер Ляєн. | |                                |                                |                |                                                                        |
| 24 травня | Велика Британія | Державний секретар оборони     | Бен Воллес                     | Київ           | Міністр оборони Олексій Резніков                                       |
| Подробиці візиту - Міністр оборони Великобританії Бен Воллес прибув до Києва у середу, 24 травня, в рамках неанонсованого робочого візиту до України, де зустрівся з очільником українського оборонного відомства Олексієм Резніковим. Вони обговорили подальшу військову допомогу Україні й перспективу членства в НАТО. Резніков натякнув на отримання від Лондона потужних видів озброєнь. | |                                |                                |                |                                                                        |
| 25 травня | Швеція | Міністр оборони                | Пол Йонсон                     | Київ           | Міністр оборони Олексій Резніков Президент Володимир Зеленський        |
| Подробиці візиту - \| \| Під час зустрічі з міністром оборони Швеції Полом Йонсоном обговорили можливість участі Швеції в авіаційній коаліції та започаткування окремої програми тренування українських пілотів на сучасних літаках західного виробництва. Дякую за рішення Швеції приєднатися до міжнародної танкової коаліції на підтримку України й передати 10 танків «Леопард-2» та за лідерство у формуванні «коаліції БМП CV-90». Дуже дякую всьому шведському суспільству за велику підтримку нашої країни протягом всієї цієї повномасштабної війни. За підтримку як на полі бою, так і дуже важливу фінансову та гуманітарну допомогу. \| — Зазначив Президент Зеленський. | |                                |                                |                |                                                                        |
| | Під час зустрічі з міністром оборони Швеції Полом Йонсоном обговорили можливість участі Швеції в авіаційній коаліції та започаткування окремої програми тренування українських пілотів на сучасних літаках західного виробництва. Дякую за рішення Швеції приєднатися до міжнародної танкової коаліції на підтримку України й передати 10 танків «Леопард-2» та за лідерство у формуванні «коаліції БМП CV-90». Дуже дякую всьому шведському суспільству за велику підтримку нашої країни протягом всієї цієї повномасштабної війни. За підтримку як на полі бою, так і дуже важливу фінансову та гуманітарну допомогу. |                                |                                |                |                                                                        |

## Візити у червні (2023)
| Дата | Країна або організація | Посада                             | Ім'я              | Місце зустрічі | Приймаюча сторона                                                      |
| --- | ---------------------- | ---------------------------------- | ----------------- | -------------- | ---------------------------------------------------------------------- |
| 2 червня | Естонія                | Президент                          | Алар Каріс        | Київ           | Президент Володимир Зеленський                                         |
| Подробиці візиту - Президент України Володимир Зеленський провів зустріч із Президентом Естонської Республіки Аларом Карісом, який прибув до нашої країни з візитом. Вітаючи в Києві естонського колегу, Володимир Зеленський зазначив, що Естонія – держава, яка принципово розуміє, чому Україна має перемогти у битві з російською агресією. «Найперше я хочу подякувати Естонії й вам особисто, пане Президенте, за надану Україні допомогу. Вона справді важлива, потужна. Це й допомога зброєю – широкий сектор. Це те, що береже життя наших воїнів. Це й політична допомога – санкції проти агресії Росії, які так складно було впроваджувати. Дякую за це! Підтримка України в інституціях Євросоюзу, підтримка нашого руху в НАТО», – наголосив Глава держави під час спілкування з представниками ЗМІ за результатами зустрічі з Аларом Карісом. |                        |                                    |                   |                |                                                                        |
| 5 червня | Велика Британія        | Міністр закордонних справ          | Джеймс Клеверлі   | Київ           | Президент Володимир Зеленський Міністр закордонних справ Дмитро Кулеба |
| Подробиці візиту - Міністр закордонних справ Великої Британії Джеймс Клеверлі в понеділок відвідав Київ із несподіваним візитом та зустрівся з президентом Володимиром Зеленським. За словами голови держави, з Клеверлі він обговорив "важливі актуальні питання: очікування України від Вільнюського саміту НАТО, просування української формули миру та підготовки Глобального саміту з її реалізації, Лондонську міжнародну конференцію з відбудови України". "Ми дуже вдячні за підтримку, яку Велика Британія надавала і продовжує надавати Україні. За останні тижні у нас відбулися переговори з прем’єр-міністром Великої Британії, був прямий діалог і були досягнуті дуже важливі домовленості", – підкреслив Зеленський. |                        |                                    |                   |                |                                                                        |
| 10 червня | Канада                 | Прем'єр-міністр                    | Джастін Трюдо     | Київ           | Президент Володимир Зеленський Прем'єр-міністр Денис Шмигаль           |
| Подробиці візиту - Прем’єр-міністр Канади Джастін Трюдо 10 червня прибув до Києва для переговорів з президентоом Володимиром Зеленським та керівництвом країни. Неоголошений візит канадського прем’єра, якого в поїздці супроводжує віце-прем’єр-міністерка Христя Фріланд, яка походить з української родини, у Канаді розглядають як жест солідарності з Україною, яка, за повідомленнями, має розпочати довгоочікуваний контрнаступ, щоб звільнити від російської армії східні та південні регіони країни. У Києві Трюдо розпочав свій візит із участі у покладанні вінків до Стіни пам’яті захисників України. Як зауважують журналісти, що висвітлюють візит для західних аудиторій, за кілька хвилин до того, як Трюдо прибув на церемонію, у Михайлівському Золотоверхому монастирі проходив похорон і повз Стіну пам’яті пройшла військова похоронна процесія. Під час зустрічі з ліжерами України, нлава держави зазначив, що радий вітати в Києві Прем’єр-міністра Канади й представників його команди, які принципово підтримують нашу державу та людей у великій боротьбі за свободу. За словами Володимира Зеленського, під час сьогоднішньої зустрічі значну частину часу лідери приділили двом питанням: ситуації на полі бою та стану справ у південних районах України, які постраждали від російського екоциду внаслідок підриву дамби на Каховській гідроелектростанції. Прем’єр-міністр зі свого боку зазначив, що для нього надзвичайно важливо бути особисто в Україні, аби засвідчити солідарність Канади з українцями, які продовжують хоробру боротьбу за демократію. «Ми захищатимемо й підтримуватимемо вас, скільки буде потрібно», – сказав Джастін Трюдо. Він оголосив про надання 500 млн канадських доларів нового фінансування для військової допомоги. Прем’єр-міністр також повідомив про продовження угоди щодо підготовки українських військових та участь Канади в багатонаціональних навчаннях із керування літаками й танками «Леопард». Крім того, Канада передасть набої й ракети для захисту українського неба. |                        |                                    |                   |                |                                                                        |
| 16 червня | ПАР                    | Президент                          | Сиріл Рамафоса    | Київ Буча      | Президент Володимир Зеленський                                         |
| 16 червня | Замбія                 | Президент                          | Хакаінде Хічілема | Київ Буча      | Президент Володимир Зеленський                                         |
| 16 червня | Сенегал                | Президент                          | Макі Салл         | Київ Буча      | Президент Володимир Зеленський                                         |
| 16 червня | Коморські Острови      | Президент                          | Азалі Ассумані    | Київ Буча      | Президент Володимир Зеленський                                         |
| 16 червня | Єгипет                 | Прем'єр-міністр Єгипту             | Мустафа Мадбулі   | Київ Буча      | Президент Володимир Зеленський                                         |
| 16 червня | Уганда                 | Спеціальний представник президента | Рухакана Ругунда  | Київ Буча      | Президент Володимир Зеленський                                         |
| 16 червня | Республіка Конго       | Спеціальний представник президента | Флоран Нтсіба     | Київ Буча      | Президент Володимир Зеленський                                         |
| Подробиці візиту - Президент України Володимир Зеленський провів зустріч із Президентом Союзу Коморських Островів Азалі Ассумані, Президентом Південно-Африканської Республіки Сирілом Рамафосою, Президентом Республіки Сенегал Макі Саллем, Президентом Республіки Замбія Хакаінде Хічілемою та Прем’єр-міністром Арабської Республіки Єгипет Мустафою Мадбулі, які прибули до нашої держави з візитом. У зустрічі також взяли участь спеціальні представники президентів Республіки Конго Флоран Нтсіба та Республіки Уганда Рухакана Ругунда. Вітаючи делегацію країн Африки в Україні, Володимир Зеленський відзначив, що голос Африканського континенту повинен чути світ, зокрема, коли йдеться про фундаментальні безпекові питання й відновлення реальної сили Статуту ООН та всієї системи міжнародного права. «На жаль, цей день почався із чергової російської терористичної атаки проти України. Крилаті й балістичні російські ракети сьогодні показали реальне зневажливе ставлення Росії і до зусиль щодо відновлення миру, і до всіх лідерів світу, які намагаються захистити світ від агресії. Росія є єдиним джерелом війни та єдиною причиною, чому наслідки цієї війни завдають шкоди всьому світу, різним народам на всіх континентах. Ніхто не може відчувати, що їхні кордони захищені, а безпеку їхніх людей гарантовано, поки Росія намагається зробити агресію й крадіжку чужих земель глобальною нормою», – наголосив Глава Української держави. Він акцентував, що припинення російського терору й виведення російських військ з усієї території України – це єдине, що здатне зупинити цю війну. «Україні та всьому світу не потрібні ані «заморожені» конфлікти, ані війни, що тліють. Мир потрібен», – переконаний Володимир Зеленський. Зокрема, під час зустрічі в Києві він презентував лідерам африканських країн українську формулу миру й поінформував про те, як конкретні пункти формули приведуть до відновлення повної безпеки для України та всіх інших держав і народів, які так чи інакше страждають від наслідків російської агресії. «Продовольча безпека, радіаційна безпека, безпека мореплавства, стабільність глобальних ринків і соціальний спокій у світі – усе це можливе лише тоді, коли агресії не буде й коли буде реалізована формула миру. Всі нації світу заслуговують на те, щоб жити вільно, без нав’язування чужої волі військовим чи політичним шляхом», – зазначив Глава держави. Він висловив подяку всім учасникам зустрічі за підтримку принципу територіальної цілісності держав та захищеності націй від агресій. «Сьогодні побачив перспективу нашої спільної роботи над конкретними пунктами формули миру. Звичайно, я запросив держави Африки взяти участь у Глобальному саміті миру, який ми готуємо», – додав Володимир Зеленський. Глава Української держави також зауважив, що сьогодні президенти, очільник уряду та високі представники африканських держав відвідали Бучу на Київщині й побачили наслідки російської окупації. «Сьогодні я закликав учасників нашої зустрічі представити своє бачення того, як можна подолати наслідки скоєних Росією злочинів і не допустити їх повторення. Зокрема, це й злочин масової депортації українських дітей – вони вкрадені з окупованих районів, їх утримують у Росії», – сказав Президент України. Під час перемовин ішлося про російський теракт на Каховській ГЕС та його наслідки для людей, довкілля й інфраструктурних об'єктів, зокрема для Запорізької атомної електростанції, яку російські війська окупують уже понад рік і використовують як прикриття для обстрілів українських міст. Він акцентував, що будь-які переговори керівництво Росії сприймає як можливість накопичити силу й розширити агресію, і Україна вже в цьому переконалася. «Іще раз зазначу: потрібен реальний мир, а отже, реальне виведення російських військ з усієї нашої незалежної території», – сказав Президент. Крім того, під час зустрічі сторони обговорили питання продовольчої безпеки світу, у якому Україна вже продемонструвала свою глобальну силу. Володимир Зеленський представив учасникам переговорів результати двох експортних ініціатив: Чорноморської зернової ініціативи та гуманітарної програми «Зерно з України». |                        |                                    |                   |                |                                                                        |
| 28 червня | Польща                 | Президент                          | Анджей Дуда       | Київ           | Президент Володимир Зеленський                                         |
| 28 червня | Литва                  | Президент                          | Ґітанас Науседа   | Київ           | Президент Володимир Зеленський                                         |
| Подробиці візиту - Президент України Володимир Зеленський провів зустріч із Президентом Республіки Польща Анджеєм Дудою та Президентом Литовської Республіки Ґітанасом Наусєдою, які прибули до нашої країни з візитом. Вітаючи друзів і партнерів України, Володимир Зеленський відзначив важливість їхнього візиту саме сьогодні – у День Конституції нашої держави. «Така зустріч є очевидним сигналом підтримки і нашої свободи, і нашої Європи, нашого прагнення жити вільно та згідно із законом. Я хочу подякувати, Гітанасе, тобі. Дуже вдячний за все. Я дякую тобі, Анджею. Дякую народам і державам, Литві та Польщі, за надзвичайно вагому щоденну підтримку України – збройну, політичну, економічну та гуманітарну», – сказав Глава держави, звертаючись до лідерів Литви та Польщі під час спільної зустрічі з представниками ЗМІ за результатами переговорів у Києві. Під час зустрічі лідери трьох країн обговорили весь комплекс актуальних безпекових питань. Володимир Зеленський поінформував колег про активні дії українських військ на фронті, які дають змогу крок за кроком звільняти нашу землю. Сторони обговорили підготовку до Вільнюського саміту НАТО. Також було приділено увагу європейській інтеграції України. Володимир Зеленський наголосив, що наша держава очікує початку вже в поточному році переговорів щодо членства в ЄС і подякував партнерам за підтримку. З нагоди Дня Конституції Президент України ще раз подякував друзям і партнерам – Литві, Польщі, а також їхнім народам, які надали прихисток українцям із перших днів повномасштабного російського вторгнення. |                        |                                    |                   |                |                                                                        |

## Візити у липні (2023)
| Дата | Країна або організація | Посада          | Ім'я                                          | Місце зустрічі   | Приймаюча сторона                                            |
| --- | ---------------------- | --------------- | --------------------------------------------- | ---------------- | ------------------------------------------------------------ |
| 1 липня | Іспанія                | Прем'єр-міністр | Педро Санчес                                  | Київ             | Президент Володимир Зеленський                               |
| Подробиці візиту - Президент України Володимир Зеленський провів зустріч із Прем’єр-міністром Королівства Іспанія Педро Санчесом, який перебуває з візитом у нашій країні. Глава держави відзначив, що візит голови іспанського уряду в Україну символічний, адже відбувається в перший день головування Іспанії в Раді Європейського Союзу. Під час зустрічі лідери обговорили низку питань, передусім ті, що стосуються захисту від російської агресії. Глава держави акцентував, що Педро Санчес принципово й дуже оперативно засудив підрив Росією споруд Каховської ГЕС, який призвів до знищення одного з найбільших водосховищ у Європі та найбільшого за десятиліття екоциду на континенті. Зі свого боку Педро Санчес висловив переконання, що під час головування Іспанії в Раді ЄС буде досягнуто прогресу в питаннях, що є важливими для майбутнього Євросоюзу, і, звичайно, Україна перебуватиме в центрі всіх дебатів. Він наголосив, що сьогодні українці захищають найважливіші міжнародні принципи: суверенітет, незалежність і територіальну цілісність. За словами Педро Санчеса, Іспанія продовжує активну співпрацю з Україною в оборонній сфері і найближчим часом передасть нову важку техніку, зокрема танки Leopard і бронетранспортери. Іспанська сторона передасть також польовий госпіталь із хірургічним обладнанням, що посилить спроможність України надавати допомогу пораненим військовим і цивільним поблизу лінії фронту. Педро Санчес оголосив про виділення Іспанією ще 55 млн євро на відновлення України. Голова іспанського уряду зазначив, що на рівні ЄС також триває координація зусиль для реагування на оборонні потреби України, зокрема надаються важливі боєприпаси та зброя через Європейський фонд миру. Прем’єр-міністр Іспанії побажав Україні успіхів у її контрнаступальних операціях і висловив сподівання, що це дасть змогу забезпечити справедливий і тривалий мир. «Європа й Іспанія залишаються на вашому боці», – резюмував Педро Санчес. |                        |                 |                                               |                  |                                                              |
| 9 липня | Польща                 | Президент       | Анджей Дуда                                   | Луцьк            | Президент Володимир Зеленський                               |
| Подробиці візиту - Президент Володимир Зеленський і президент Польщі Анджей Дуда у неділю, 9 липня, зустрілися у Луцьку. Зеленський і Дуда завітали до Кафедрального костелу святих Петра й Павла. Напередодні ввечері у міській раді повідомили, що рух транспорту на вулицях Старого міста, де розташований костел, буде перекрито у зв'язку із проведенням заходів з вшанування пам'яті жертв Другої світової війни та 80-ї річниці Волинської трагедії. Також на заході присутні митрополит Православної церкви України Епіфаній, митрополит Луцький і Волинський Михаїл, Блаженніший Святослав, глава Української греко-католицької церкви. Зеленський у Twitter опублікував фото із Дудою, які підписав: "Разом вшановуємо всіх невинних жертв Волині. Памʼять нас єднає! Разом ми сильніші!". Також під час спільних заходів у Луцьку президент України Володимир Зеленський разом із своїм польським колегою Анджеєм Дудою поговорили про майбутній саміт НАТО у Вільнюсі. Про це Президент Зеленський написав у Twitter. За його словами, розмова була "короткою, але змістовною". "Домовилися діяти разом, щоб отримати якнайкращий результат для України", – зауважив Зеленський. |                        |                 |                                               |                  |                                                              |
| 15 липня | Південна Корея         | Президент       | Юн Сок Йоль                                   | Буча Ірпінь Київ | Президент Володимир Зеленський                               |
| Подробиці візиту - Президент України Володимир Зеленський провів зустріч із Президентом Республіки Корея Юн Сок Йолем, який прибув до нашої країни з візитом. Звертаючись до лідера Південної Кореї, Глава Української держави висловив співчуття від себе особисто та від імені всіх українців у зв’язку з руйнівною повінню, яка зараз вирує в Республіці Корея. Володимир Зеленський також подякував Юн Сок Йолю та його дружині за теплий прийом першої леді України під час її візиту в Республіку Корея у травні поточного року. «Зустрічі й досягнуте взаєморозуміння створили саме той емоційний зв’язок, який допомагає нам зараз на переговорах дуже швидко розуміти один одного. І я особливо радий, що ви в Україні з першою леді Республіки Корея», – зазначив Президент України під час зустрічі з представниками ЗМІ за підсумками переговорів із Юн Сок Йолем у Києві. За його словами, Президент Республіки Корея під час відвідання сьогодні Бучі та Ірпеня зміг на власні очі побачити наслідки російської окупації. Президент Республіки Корея зі свого боку висловив співчуття рідним і близьким усіх загиблих унаслідок російського вторгнення в Україну. Юн Сок Йоль зазначив, що Республіка Корея в минулому сама зазнала незаконного вторгнення з боку Північної Кореї, але завдяки опору військових і цивільних змогла зберегти свободу й стати сильною, мирною та успішною державою. Президент Кореї висловив сподівання, що його візит в Україну допоможе Президенту Володимиру Зеленському й усьому українському народові. Юн Сок Йоль також зазначив, що Українська формула миру має бути реалізована, і Корея виступатиме посередником у переговорах із країнами Глобального Півдня. «Республіка Корея стане відданим партнером України в підтримці свободи, миру та розвитку. А в майбутньому станемо дуже надійними партнерами в підтримці миру та свободи у світі», – наголосив Юн Сок Йоль. Також під час візиту Президент України Володимир Зеленський разом із першою леді Оленою Зеленською та Президент Республіки Корея Юн Сок Йоль разом із дружиною Кім Кон Хі відвідали Національний заповідник «Софія Київська». Глави держав та перші леді оглянули Софійський собор, а також ознайомилися з історією та архітектурними особливостями цієї визначної пам’ятки української культури. Зокрема, їм розповіли про унікальні фрески та мозаїки, якими оздоблено інтер’єр храму. |                        |                 |                                               |                  |                                                              |
| 19 липня | Ірландія               | Тишех           | Лео Варадкар                                  | Буча Мощун Київ  | Президент Володимир Зеленський                               |
| Подробиці візиту - Президент України Володимир Зеленський провів зустріч із Прем’єр-міністром Ірландії Лео Варадкаром, який прибув до нашої країни з візитом. Глава Української держави відзначив, що тішок Ірландії та його команда розпочали свій візит в Україну з відвідання Мощуна, Бучі, Романівського мосту на Київщині й на власні очі побачили наслідки російської агресії. Лідери розглянули питання відбудови України, економічної стійкості нашої держави, а також можливість долучення Ірландії до патронату над одним з українських містечок. |                        |                 |                                               |                  |                                                              |
| 28 липня | Катар                  | Прем'єр-міністр | Мухаммад бін Абдулрахман бін Джассім Аль Тані | Київ             | Президент Володимир Зеленський Прем'єр-міністр Денис Шмигаль |
| Подробиці візиту - Президент України Володимир Зеленський провів зустріч із Прем’єр-міністром, міністром закордонних справ Катару шейхом Мухаммадом бін Абдулрахманом Аль Тані. Вітаючи очільника уряду Катару в Києві, Глава Української держави відзначив важливість першого візиту катарського посадовця в Україну, а також подякував Катару за підтримку нашої держави та надану українському народу гуманітарну допомогу. «Цінуємо цей візит і вважаємо його важливим проявом підтримки та солідарності Катару з нашою державою. Щиро вдячні за всю отриману від Катару допомогу», – сказав Володимир Зеленський. Зі свого боку Мухаммад бін Абдулрахман Аль Тані переказав вітання від Еміра Катару й повідомив про намір цієї держави виділити 100 млн дол. США на підтримку гуманітарних потреб України. Президент України поінформував співрозмовника про щоденні ракетні удари Росії по Одесі, намагання зруйнувати історичний центр міста, що перебуває під охороною ЮНЕСКО, та цивільну портову інфраструктуру. У цьому контексті сторони обговорили подальші кроки на шляху забезпечення глобальної продовольчої безпеки та продовження безпечного функціонування «зернового коридору». Особливу увагу було приділено питанням реалізації Української формули миру та Плану відбудови України. Глава держави окремо наголосив на можливостях для катарських інвестиційних фондів і ділових кіл брати участь в імплементації конкретних програм розвитку та відновлення нашої країни. |                        |                 |                                               |                  |                                                              |

## Візити політиків у серпні—вересні (2023)
| Дата | Країна або організація | Посада                     | Ім'я                   | Місце зустрічі       | Приймаюча сторона                            |
| --- | ---------------------- | -------------------------- | ---------------------- | -------------------- | -------------------------------------------- |
| 22—23 серпня | Угорщина               | Президентка                | Каталін Новак          | Закарпаття Буча Київ | Президент Володимир Зеленський, Уряд України |
| 22—23 серпня | Молдова                | Прем'єр-міністр            | Дорін Речан            | Київ                 | Президент Володимир Зеленський, Уряд України |
| 23 серпня | Фінляндія              | Прем'єр-міністр            | Петтері Орпо           | Київ Ірпінь          | Президент Володимир Зеленський, Уряд України |
| 23—24 серпня | Литва                  | Президент                  | Ґітанас Науседа        | Київ                 | Президент Володимир Зеленський, Уряд України |
| 23—24 серпня | Португалія             | Президент                  | Марселу Ребелу де Соза | Буча Київ            | Президент Володимир Зеленський, Уряд України |
| 23—24 серпня | Боснія і Герцеговина   | Голова Президії            | Желько Комшич          | Київ                 | Президент Володимир Зеленський, Уряд України |
| 23—24 серпня | Боснія і Герцеговина   | Член Президії              | Денис Бечирович        | Київ                 | Президент Володимир Зеленський, Уряд України |
| 24 серпня | Норвегія               | Прем'єр-міністр            | Йонас Гар Стьоре       | Київ                 | Президент Володимир Зеленський, Уряд України |
| Подробиці візиту - У межах третього саміту міжнародної Кримської платформи Президент України Володимир Зеленський провів зустрічі із Президенткою Угорщини Каталін Новак, Прем'єр-міністром Молдови Доріном Речаном, Прем’єр-міністром Фінляндії Петтері Орпо, Президентом Литви Ґітанасом Наусєдою, Президентом Португалії Марселу Ребелу де Соза та провів зустріч із Головою Президії Боснії і Герцеговини Желько Комшичем і членом Президії цієї держави Денісом Бечіровичем. «Дякую вам за візит до України, за участь у саміті міжнародної Кримської платформи. Для нас дуже важлива ваша підтримка територіальної цілісності й суверенітету України», – сказав Володимир Зеленський усім лідерам присутнім офлайн на саміті Кримської платформи. |                        |                            |                        |                      |                                              |
| 6 вересня | Данія                  | Прем'єр-міністр            | Метте Фредеріксен      | Київ                 | Президент Володимир Зеленський Уряд України  |
| 6 вересня | США                    | Державний секретар         | Ентоні Блінкен         | Київ                 | Президент Володимир Зеленський Уряд України  |
| Подробиці візиту - Президент України Володимир Зеленський провів зустріч із Прем’єр-міністром Королівства Данія Метте Фредеріксен, яка прибула до нашої країни з візитом. Глава держави висловив подяку очільниці уряду Данії за допомогу Україні в захисті життів наших людей. Він нагадав, що нещодавно разом із першою леді України перебував з візитом у Данії, а сьогодні Метте Фредеріксен та її чоловік прибули до нашої країни та беруть участь у третьому Саміті перших леді та джентльменів. Президент України Володимир Зеленський і Прем’єр-міністр Данії Метте Фредеріксен після завершення переговорів у Києві відкрили на Алеї сміливості, що на площі Конституції, іменну табличку, присвячену очільниці уряду Королівства Данія. Глава Української держави нагадав, що на Алеї закарбовані імена тих, хто був з Україною та підтримував українське суспільство в складні часи повномасштабного російського вторгнення. Зокрема, Метте Фредеріксен відвідувала нашу країну у квітні 2022 року, а цьогоріч наприкінці січня разом із Володимиром Зеленським побувала на Одещині та Миколаївщині, над відновленням якої Данія взяла шефство. |                        |                            |                        |                      |                                              |
| 11 вересня | Німеччина              | Міністр закордонних справ  | Анналена Бербок        | Київ                 | Президент Володимир Зеленський Уряд України  |
| 28 вересня | Велика Британія        | Державний секретар оборони | Грант Шеппс            | Київ                 | Президент Володимир Зеленський Уряд України  |
| 28 вересня | Франція                | Міністр Збройних Сил       | Себастьян Лекорню      | Київ                 | Президент Володимир Зеленський Уряд України  |
| 28 вересня | НАТО                   | Генеральний секретар       | Єнс Столтенберг        | Київ                 | Президент Володимир Зеленський Уряд України  |
| Подробиці візиту - Президент України Володимир Зеленський провів зустріч із Генеральним секретарем НАТО Єнсом Столтенбергом, який прибув до нашої країни з візитом. «Я радий вітати в Україні Генерального секретаря НАТО, радий нашій змістовній розмові. Сьогодні це вже розмова де-факто союзників, і питання часу, коли Україна де-юре стане членом Альянсу. Ми робимо все, щоб наблизити цей час», – сказав Глава держави під час спілкування з представниками ЗМІ за результатами переговорів із Єнсом Столтенбергом у Києві. Окремо Президент України і Генеральний секретар НАТО обговорили саміт Альянсу, який відбудеться наступного року у Вашингтоні. Сторони погодилися, що цей саміт має стати результативним для України та НАТО. «З цією метою наші команди невідкладно розпочнуть підготовку відповідних спільних дій», – акцентував Глава держави. Єнс Столтенберг зі свого боку зазначив, що Україна має потужну підтримку з боку всіх країн – членів НАТО. За його словами, члени Альянсу продовжать надавати Україні найсучасніші засоби для відбиття російського вторгнення, зокрема танки, сучасні системи ППО, а також тренуватимуть пілотів для літаків F-16. «Що сильнішою стане Україна, то ближче ми підійдемо до припинення російської агресії», – наголосив Генеральний секретар. «НАТО стоятиме поряд з Україною так довго, як буде потрібно», – додав Єнс Столтенберг. |                        |                            |                        |                      |                                              |

## Візити у жовтні—листопаді (2023)
| Дата | Країна або організація | Посада                              | Ім'я                | Місце зустрічі | Приймаюча сторона                                                                                                   |
| --- | ---------------------- | ----------------------------------- | ------------------- | -------------- | --- |
| 2 жовтня | Європейський Союз      | Міністри закордонних справ країн ЄС |                     | Київ           | Президент Володимир Зеленський Міністр закордонних справ Дмитро Кулеба                                              |
| Подробиці візиту - У понеділок, 2 жовтня, у столиці України розпочалася неформальна зустріч міністрів Європейського Союзу із закордонних справ, яка стала першою в історії поза межами ЄС. Голів МЗС зібрав у Києві головний дипломат Євросоюзу Жозеп Боррель. Основною метою проведення зустрічі міністрів закордонних справ ЄС у Києві була європейська демонстрація підтримки України. Крім того, серед тем порядку денного засідання представників МЗС Євросоюзу були інтеграція України в ЄС, а також підбивання підсумків деяких критичних заходів, таких як військова допомога і подальше посилення санкцій проти РФ. Перед початком засідання міністерка закордонних справ Німеччини Анналена Бербок підтвердила обіцянку ЄС прийняти Україну до складу блоку в майбутньому та закликала запобігти атакам РФ на енергетичну інфраструктуру України. Увечері президент України Володимир Зеленський розповів у вечірньому зверненні, що виїзне засідання Ради у закордонних справах Євросоюзу - дуже символічний день. Він також зазначив, що це "формально поза межами", а приєднання України це "лише питання часу". "Наша ключова інтеграційна мета – цього року вийти на рішення про початок переговорів щодо членства. І сьогодні я вкотре почув на зустрічах, на перемовинах, що це абсолютно можливо. Україна точно виконає свою частину роботи – сім рекомендацій Єврокомісії", - наголосив президент. |                        |                                     |                     |                | |
| 14 жовтня | Нідерланди             | Прем'єр-міністр                     | Марк Рютте          | Одеса          | Президент Володимир Зеленський                                                                                      |
| Подробиці візиту - Під час робочої поїздки до Одеської області Президент України Володимир Зеленський провів зустріч із Прем’єр-міністром Королівства Нідерланди Марком Рютте, який перебуває з візитом у нашій країні. Як зазначив Глава держави, сьогодні вони мають в Одесі насичений день, присвячений глобальним питанням безпеки. «Я вдячний Нідерландам, вдячний тобі, Марку, твоєму уряду, твоїй команді та всьому народу Нідерландів за незмінну увагу до України та надзвичайно вагому підтримку нашої держави, наших людей на цьому складному шляху. Той факт, що ми зараз саме тут, в Одесі, засвідчує, які ключові питання на порядку денному та на що саме спрямовані наші зусилля», – сказав Володимир Зеленський під час спілкування з представниками ЗМІ за результатами переговорів із Марком Рютте в Одесі. Президент України та Прем’єр-міністр Нідерландів побували в порту Одеси й оглянули місця влучання російських ракет і дронів. Як зазначив Глава держави, Росія ракетним терором руйнує не лише українські порти та міста, а й нормальне життя багатьох інших країн, які критично залежать від постачання продовольства з України. Під час зустрічі сторони обговорили подальші кроки щодо коаліції F-16, у якій Нідерланди відіграють лідерську роль, а також інші аспекти оборонної співпраці. На зустрічі співрозмовники також приділили увагу ситуації в регіоні Близького Сходу. Було відзначено важливість недопущення розпалення нової повномасштабної війни. Водночас, як зазначив Глава держави, терористи мають відповідати за скоєні злочини, щоб більше ніколи не провокувати війну. Він також подякував Нідерландам за підтримку Української формули миру та спільні з партнерами зусилля для притягнення Росії до відповідальності за терор. Зокрема, Нідерланди працюють над пунктом, який стосується відновлення справедливості. Крім того, під час зустрічі йшлося про посилення та пришвидшення запровадження санкцій проти Росії задля обмеження її здатності фінансувати війну. |                        |                                     |                     |                | |
| 18 жовтня | Румунія                | Прем'єр-міністр                     | Марчел Чолаку       | Київ           | Президент Володимир Зеленський Прем'єр-міністр Денис Шмигаль та Уряд України                                        |
| Подробиці візиту - У Києві 18 жовтня відбулося спільне засідання урядів України й Румунії. Прем'єр-міністр Румунії Марчел Чолаку прибув із візитом в Україну 18 жовтня. Візит до Києва має дві чіткі цілі – просування прав румунів в Україні й підписання важливих двосторонніх угод, наголосив глава кабміну Румунії. Як вказав Прем'єр-міністр України Шмигаль, за підсумками спільного засідання урядів України й Румунії було підписано сім документів, зокрема про відмову Україною використання штучного терміна "молдовська мова", який є винаходом Росії. У глави румунського кабміну відбулись зустрічі також із президентом України Володимиром Зеленським і головою Верховної Ради Русланом Стефанчуком. "Україна може розраховувати на Румунію як зараз, так і в довгостроковій перспективі, оскільки ми здатні стати центром логістичної підтримки для відновлення цієї країни", – наголосив напередодні візиту до Києва Чолаку, його цитує пресслужба румунського уряду. |                        |                                     |                     |                | |
| 4 листопада | Європейський Союз      | Президент Європейської комісії      | Урсула фон дер Ляєн | Київ           | Президент Володимир Зеленський Прем'єр-міністр Денис Шмигаль та Уряд України Голова Верховної Ради Руслан Стефанчук |
| Подробиці візиту - Голова Європейської Комісії Урсула фон дер Ляєн прибула вранці, 4 листопада, до Києва. "Рада повернутися до Києва для свого шостого візиту за часів війни. Я тут, щоб обговорити шлях України до вступу в ЄС", - написала фон дер Ляєн у соцмережі X. Також, за її словами, планується обговорення фінансової підтримки ЄС для відновлення України "як сучасної, процвітаючої демократії". "І як ми продовжимо змушувати Росію платити за її агресивну війну", - пообіцяла голова ЄК. Про плани фон дер Ляєн відвідати Київ повідомляли 25 жовтня ЗМІ. Тоді ж головною причиною цього візиту називалися позитивні для Києва новини щодо висновків в плані поступу України на шляху реформ у доповіді Єврокомісії про розширення ЄС. |                        |                                     |                     |                | |
| 21 листопада | Європейський Союз      | Голова Європейської ради            | Шарль Мішель        | Київ           | Президент Володимир Зеленський                                                                                      |
| 21 листопада | Молдова                | Президент                           | Мая Санду           | Київ           | Президент Володимир Зеленський                                                                                      |
| Подробиці візиту - В 10-ту річницю Євромайдану: до Києва приїхали глава Євроради та президентка Молдови. Шарль Мішель оприлюднив фото з київського залізничного вокзалу. Судячи зі світлини, його зустріла посол ЄС в Україні Катаріна Матернова. – Приємно знову бути в Києві – серед друзів, – зазначив Мішель. Візит візбувається напередодні саміту Євроради, що планується на середину грудня. На ньому обговорюватимуть рекомендацію Єврокомісії розпочати офіційні переговори про вступ України до ЄС. Президентка Молдови Мая Санду повідомила, що прибула до Києва для переговорів із українським лідером Володимиром Зеленським та Шарлем Мішелем. Разом із президентом Володимиром Зеленським та першою леді Оленою Зеленською вона вже взяла участь у церемонії вшанування пам’яті загиблих під час Революції Гідності. Лідери встановили лампадки до хреста на Алеї Героїв Небесної Сотні в Києві. |                        |                                     |                     |                | |
| 24 листопада | Литва                  | Прем'єр-міністр                     | Інґріда Шимоніте    | Київ           | Прем'єр-міністр Денис Шмигаль                                                                                       |
| 24 листопада | Латвія                 | Президент                           | Едгарс Рінкевичс    | Київ           | Президент Володимир Зеленський                                                                                      |
| Подробиці візиту - Президент Латвії Едгарс Рінкевичс 24 листопада був в Україні з неанонсованим візитом. За його словами, він відвідав кілька об’єктів у Чернігівській області, які відбудовували за кошти Латвії, а також зустрівся з президентом України Володимиром Зеленським та обговорив з ним двосторонні відносини і підтримку з боку ЄС і НАТО. "Латвія була і завжди буде рішучим помічником і другом України у її боротьбі за свободу", – наголосив Едгарс Рінкевичс, також 24 листопада в Україну прибула з візитом прем’єрка Литви Інгріда Шимоніте. За її словами, спершу вона вшанувала пам’ять українських захисників, які загинули у розв’язаній Росією війні. Прем'єрка наголосила, що єдиний спосіб досягти тривалого і справедливого миру – це допомогти Україні якнайшвидше перемогти, відновити її повну територіальну цілісність, встановити міжнародне правосуддя та відбудувати її так, щоб вона стала сильнішою. |                        |                                     |                     |                | |
| 25 листопада | Швейцарія              | Президент                           | Ален Берсе          | Київ           | Президент Володимир Зеленський                                                                                      |
| Подробиці візиту - До Києва у суботу, 25 листопада, прибув президент Швейцарії Ален Берсе. Про це політик повідомив у соцмережі Х (колишній Твіттер). "Прибув до Києва, де сьогодні візьму участь у міжнародному саміті з питань продовольчої безпеки та зустрінуся з президентом Володимиром Зеленським", — написав він. За його словами, у центрі уваги будуть вплив агресивної війни Росії на світову продовольчу безпеку та довгострокова підтримка Швейцарії для України. |                        |                                     |                     |                | |

## Візити у січні—лютому (2024)
| Дата | Країна або організація | Посада                         | Ім'я                | Місце зустрічі | Приймаюча сторона                                            |
| --- | ---------------------- | ------------------------------ | ------------------- | -------------- | ------------------------------------------------------------ |
| 12 січня | Велика Британія        | Прем'єр-міністр                | Ріші Сунак          | Київ           | Президент Володимир Зеленський                               |
| Подробиці візиту - 12 січня 2024 року Ріші Сунак прибув з візитом до Києва. Перед візитом було анансовано, що Велика Британія надасть Україні військову допомогу у розмірі 2,5 мільярди фунтів стерлінгів у 2024-2025 . Також, під час візиту голова уряду Британії та президент України Володимир Зеленський підписали історичну безпекову угоду. Таким чином, Сполучине королівство стало першою країною світу, яка підписала угоду про безпекову співпрацю з Україною. Угода формалізує військову і невійськову співпрацю Британії та України на підтримку безпеки України. Ця підтримка буде довгостроковою. Термін дії цієї угоди - 10 років . |                        |                                |                     |                |                                                              |
| 22 січня | Польща                 | Прем'єр-міністр                | Дональд Туск        | Київ           | Президент Володимир Зеленський Прем'єр-міністр Денис Шмигаль |
| Подробиці візиту - Президент України Володимир Зеленський провів зустріч із Прем’єр-міністром Республіки Польща Дональдом Туском, який прибув до нашої країни з робочим візитом. Глава держави зазначив, що це перший візит Дональда Туска на посаді голови уряду до держави поза межами Євросоюзу. «Ми дуже цінуємо цей вибір – вибір бути в Україні. Вибір Польщею України», – сказав Володимир Зеленський під час зустрічі з представниками ЗМІ за результатами переговорів із Дональдом Туском у Києві. Президент подякував Польщі та всьому польському народові за підтримку, яка допомогла українцям вистояти в повномасштабній російській війні. |                        |                                |                     |                |                                                              |
| 24 січня | Словаччина             | Прем'єр-міністр                | Роберт Фіцо         | Ужгород        | Прем'єр-міністр Денис Шмигаль                                |
| Подробиці візиту - Прем'єр-міністр України Денис Шмигаль зустрівся із прем'єр-міністром Словаччини Робертом Фіцо в Ужгороді. Про це глава українського уряду повідомив у Telegram в середу, 24 січня. "Сьогодні в Ужгороді проводимо зустріч із прем’єр-міністром Словаччини Робертом Фіцо. На порядку денному – наші двосторонні відносини та підтримка європейських ініціатив", – розповів він. Шмигаль додав, що Україна розраховує на конструктивний та практичний діалог зі Словаччиною. |                        |                                |                     |                |                                                              |
| 23 лютого | Данія                  | Прем'єр-міністр                | Метте Фредеріксен   | Львів          | Президент Володимир Зеленський                               |
| Подробиці візиту - У Львові президент України Володимир Зеленський і прем’єр-міністр Данії Метте Фредеріксен, яка перебуває з візитом у нашій країні, вшанували пам’ять захисників, полеглих під час українсько-російської війни. Володимир Зеленський і Метте Фредеріксен поклали квіти до могил українських воїнів на Марсовому полі Личаківського кладовища. Глава держави та прем’єр-міністр Данії також вшанували пам’ять невідомого воїна Збройних Сил України, який загинув у 2022 році та був похований у Львові. Також, 23 лютого, під час візиту до Львова, Україна та Данія підписали угоду про гарантії безпеки. Данія гарантуватиме безпеку Києву наступні 10 років, співпрацюватиме в галузі оборонної промисловості, допоможе інтегрувати винищувачі F-16 у ВПС ЗСУ і розбудувати флот, надаватиме високотехнологічну зброю. У 2024 році військова підтримка Данії становитиме щонайменше €1,8 млрд. Крім того, Данський фонд на підтримку України виділив €8,5 млрд на поточну підтримку у 2023—2028 роках.Варто зазначити, що Данія - перша країни за межами G7, яка надала гарантії безпеки Україні. |                        |                                |                     |                |                                                              |
| 24 лютого | Європейський Союз      | Президент Європейської комісії | Урсула фон дер Ляєн | Київ           | Президент Володимир Зеленський                               |
| 24 лютого | Бельгія                | Прем'єр-міністр                | Александер де Кроо  | Київ           | Президент Володимир Зеленський                               |
| 24 лютого | Італія                 | Премʼєр-міністр                | Джорджа Мелоні      | Київ           | Президент Володимир Зеленський                               |
| 24 лютого | Канада                 | Прем'єр-міністр                | Джастін Трюдо       | Київ           | Президент Володимир Зеленський                               |
| Подробиці візиту - У другу річницю початку повномасштабної агресії Росії проти України Президент Володимир Зеленський разом із Президенткою Європейської комісії Урсулою фон дер Ляєн, Головою Ради міністрів Італії Джорджею Мелоні, Прем’єр-міністром Канади Джастіном Трюдо та Прем’єр-міністром Бельгії Александром Де Кроо вшанували пам’ять полеглих захисників України у російсько-українській війні. Були підписані Угоди про співробітництво у сфері безпеки між Україною та Канадою та Італією. |                        |                                |                     |                |                                                              |
| 26 лютого | Болгарія               | Прем'єр-міністр                | Николай Денков      | Київ           | Президент Володимир Зеленський                               |
| Подробиці візиту - Президент України Володимир Зеленський провів зустріч із Прем’єр-міністром Болгарії Ніколаєм Денковим, який перебуває з візитом у нашій країні. Вітаючи очільника уряду Болгарії в Україні, Глава держави подякував за те, що в час повномасштабної російської агресії його країна підтримує наших людей, державу та принцип незалежності націй у Європі. «Ми надзвичайно цінуємо те, що Болгарія з нами і з усією об’єднаною Європою», – зазначив Володимир Зеленський під час зустрічі з представниками ЗМІ за результатами переговорів у Києві. |                        |                                |                     |                |                                                              |

## Візити у березні—квітні—травні (2024)
| Дата | Країна або організація | Посада               | Ім'я               | Місце зустрічі | Приймаюча сторона              |
| --- | --- | -------------------- | ------------------ | -------------- | ------------------------------ |
| 1 березня | Нідерланди | Прем'єр-міністр      | Марк Рютте         | Харків         | Президент Володимир Зеленський |
| Подробиці візиту - У Харкові Президент України Володимир Зеленський та Прем’єр-міністр Нідерландів Марк Рютте провели переговори у вузькому, розширеному форматах та у форматі засідання військового кабінету. А також підписали угоду про співробітництво у сфері безпеки між Україною та Нідерландами. Також ліжери побували на уроках, які проводять у спеціально облаштованих класах на станції метро «Університет». Лідери відвідали уроки математики, української та англійської мови й поспілкувалися з дітьми. Вони поцікавилися улюбленими предметами, захопленнями та мріями учнів і побажали їм успіхів, а також зустрілися з українськими слідчими та рятувальниками, які брали участь у роботі спільної слідчої групи з кримінального розслідування злочину, а також забезпечували дослідження й транспортування тіл жертв катастрофи літака Boeing 777 авіакомпанії Malaysia Airlines рейсу MH17. | |                      |                    |                |                                |
| 6 березня | Греція | Прем'єр-міністр      | Кіріакос Міцотакіс | Одеса          | Президент Володимир Зеленський |
| Подробиці візиту - Президент України Володимир Зеленський та прем'єр-міністр Греції Кіріакос Міцотакіс відвідали Одесу. Разом вони побували в Одеському порту та біля пошкодженого Спасо-Преображенського собору, а також вшанували пам'ять загиблих внаслідок російської атаки 2 березня. Під час їхнього візиту Росія атакувала місто. За словами Кіріакоса Міцотакіса, "це був вражаючий досвід": "Ми перебували в порту. Ми не встигли піти в захищене місце, це був дуже вражаючий досвід. Ми розуміємо, що ця війна стосується всіх, нема людей які знаходяться поза війною. Війна нікого не милує, Україна протистоїть варварській силі. І це різні речі — читати про війну в газеті й відчувати це, чути своїми вухами", — розповів прем'єр-міністр Греції. На зустрічі зазначили, що Греція долучиться до відновлення культурних пам'яток Одеси: "Я хочу подякувати сьогодні Греції за готовність взяти участь у відновленні нашої культурної спадщини, зокрема і в Одесі, яка має такий зв'язок із грецькою історією і культурою. Я радий сказати, що ми з Грецією також почали підготовку двосторонньої угоди щодо майбутніх безпекових гарантій і щодо нашої співпраці в цьому", — додав президент. | |                      |                    |                |                                |
| 3 квітня | Фінляндія | Президент            | Александр Стубб    | Київ           | Президент Володимир Зеленський |
| Подробиці візиту - Президент України Володимир Зеленський зустрівся з Президентом Фінляндської Республіки Александром Стуббом у Києві. Глава Української держави зазначив, що це перший візит нового Президента Фінляндії в Україну. Разом із ним прибув Спікер парламенту Фінляндії Юссі Халла-ахо. Володимир Зеленський подякував Фінляндії та всьому фінському народу за підтримку України у війні проти Росії. Під час зустрічі лідери підписали двосторонню безпекову угоду. Вона закріплює співпрацю між Україною та Фінляндією на 10 років. Цим документом Фінляндія також засвідчує підтримку України на шляху до членства в ЄС і НАТО. Сторони також обговорили оборонну копродукцію та досвід у безпекових рішеннях щодо побудови укриттів. Президент України окремо відзначив принциповість Фінляндії в санкційному тиску на Росію за агресивну війну. | |                      |                    |                |                                |
| 29 квітня | НАТО | Генеральний секретар | Єнс Столтенберг    | Київ           | Президент Володимир Зеленський |
| Подробиці візиту - Генеральний секретар НАТО Єнс Столтенберг 29 квітня приїхав до України з робочим візитом та зустрівся з президентом Володимиром Зеленським. Під час пресконференції після перемовин Зеленський зазначив, що це вже третій візит Столтенберга України за час повномасштабної війни. "Загалом, сьогодні ми можемо відзначити, що Україна та Альянс досягли рівня відносин найбільшого за увесь час нашої незалежності, але не найбільшого з можливих", — підкреслив президент. Як наголосив глава держави, очевидно, що Україна буде в НАТО, бо "вже неможливо уявити безпеку Європи та євроатлантичної спільноти без дієвої участі України та гарантуванні такої безпеки". | |                      |                    |                |                                |
| 10 травня | Словаччина | Президент            | Зузана Чапутова    | Київ           | Президент Володимир Зеленський |
| Подробиці візиту - Президентка Словаччина Зузана Чапутова 10 травня, прибула з візитом до України. \| \| Сьогодні приїхала з прощальним візитом до Києва. Я тут вчетверте за час свого своєї каденції, зокрема втретє за час війни. Я тут також тому, що несу гарні новини про допомогу Словаччини Україні. \| — написала вона. | |                      |                    |                |                                |
| | Сьогодні приїхала з прощальним візитом до Києва. Я тут вчетверте за час свого своєї каденції, зокрема втретє за час війни. Я тут також тому, що несу гарні новини про допомогу Словаччини Україні. |                      |                    |                |                                |

## Візити у червні—липні (2024)
| Дата | Країна або організація | Посада          | Ім'я              | Місце зустрічі | Приймаюча сторона              |
| --- | ---------------------- | --------------- | ----------------- | -------------- | ------------------------------ |
| 28 червня | Словенія               | Президент       | Наташа Пірц Мусар | Київ Львів     | Президент Володимир Зеленський |
| Подробиці візиту - У День Конституції Президент України Володимир Зеленський і Президентка Словенії Наташа Пірц Мусар, яка перебуває в нашій країні з візитом, ушанували пам’ять захисників і захисниць, які віддали свої життя за Україну. Воїни почесної варти встановили вінки від глав держав до Стіни пам’яті загиблих за Україну, що на Михайлівській площі у Києві. Під звуки сурми Володимир Зеленський і Наташа Пірц Мусар віддали шану полеглим воїнам. |                        |                 |                   |                |                                |
| 2 липня | Угорщина               | Прем'єр-міністр | Віктор Орбан      | Київ           | Президент Володимир Зеленський |
| Подробиці візиту - Прем’єр-міністр Угорщини Віктор Орбан вранці 2 липня прибув до Києва, що є його першим візитом за багато років – він не відвідував Україну ані за каденції Володимира Зеленського, ані за попереднього президента Петра Порошенка. Утім, у 2012 році Орбан відвідував Київ для зустрічей з тодішнім президентом Януковичем. |                        |                 |                   |                |                                |